# Plus belle la vie
 (février 2022).
Production
Diffusion
Chronologie
Plus belle la vie, encore plus belle
Plus belle la vie (également connu sous le sigle PBLV) est un feuilleton télévisé français créé d'après une idée originale d'Hubert Besson et des personnages imaginés par Georges Desmouceaux, Bénédicte Achard, Magaly Richard-Serrano et Olivier Szulzynger, diffusé du 30 août 2004 au 18 novembre 2022 sur France 3. Il met en scène le quotidien des habitants d'un quartier fictif de Marseille, le Mistral.
Le feuilleton bénéficie du soutien du FASILD, puis de l'Acsé, via l'accord-cadre signé avec France 3, et le comité interministériel à l’intégration.
Le 11 juillet 2008, Plus belle la vie atteint la barre du millième épisode, ce qui est une première dans l'histoire de la télévision française, puis le deux millième le 8 juin 2012, le trois millième le 22 avril 2016 et le quatre millième le 21 février 2020.
Le 5 mai 2022, France Télévisions annonce dans un communiqué l'arrêt de la série, qui intervient le 18 novembre 2022, à la suite d'« une évolution des attentes des téléspectateurs » et de « la consommation des programmes » depuis 18 ans.
Le feuilleton fait l'objet d'une suite, Plus belle la vie, encore plus belle, diffusée depuis janvier 2024 sur TF1. Parallèlement, le groupe TF1 propose sur sa plateforme gratuite TF1+ l'intégralité de la série depuis le 24 janvier 2025.

## Synopsis
Plus belle la vie se déroule au Mistral, un quartier fictif de la ville de Marseille. Le feuilleton met en scène jour après jour le quotidien des différents personnages et de leur entourage, avec leurs joies, tracas et chagrins personnels et l’évolution des amours et des amitiés, ainsi que des intrigues policières impliquant les habitants, et qui constituent généralement les intrigues principales de la série. 

## Distribution

### Acteurs principaux
Les « acteurs principaux » sont ceux dont le nom est systématiquement crédité dans le générique de fin, même dans les épisodes où ils n'apparaissent pas.

#### Distribution d'origine
La distribution d'origine comporte les 17 acteurs principaux suivants, crédités dans cet ordre dans le générique de fin :
| Acteur            | Personnage           | Présence à l'écran           |
| ----------------- | -------------------- | ---------------------------- |
| Colette Renard    | Rachel Lévy          | saisons 1 à 5                |
| Cécilia Hornus    | Blanche Marci        | saisons 1 à 18               |
| Sylvie Flepp      | Mirta Torres         | saisons 1 à 18               |
| Hélène Médigue    | Charlotte Le Bihac   | saisons 1 à 5                |
| Serge Dupire      | Vincent Chaumette    | saisons 1 à 18               |
| Michel Cordes     | Roland Marci         | saisons 1 à 18               |
| Thierry Ragueneau | François Marci       | saisons 1, 2, 8, 17 et 18    |
| Pierre Martot     | Léo Castelli         | saisons 1 à 9 et 12 à 18     |
| Rebecca Hampton   | Céline Frémont       | saisons 1 à 18               |
| Geoffrey Sauveaux | Lucas Marci          | saisons 1, 2 et 18           |
| Dounia Coesens    | Johanna Marci        | saisons 1 à 10, 14, 15 et 18 |
| Ambroise Michel   | Rudy Torres          | saisons 1 à 10 et 18         |
| Aurélie Vaneck    | Ninon Chaumette      | saisons 1 à 10, 16 et 18     |
| Sofiane Belmouden | Malik Nassri         | saisons 1 à 4                |
| Ibtissem Guerda   | Aicha Djellal        | saison 1                     |
| Laëtitia Milot    | Mélanie Rinato       | saisons 1 à 14               |
| Richard Guedj     | Charles-Henri Picmal | saisons 1, 2 et 7            |

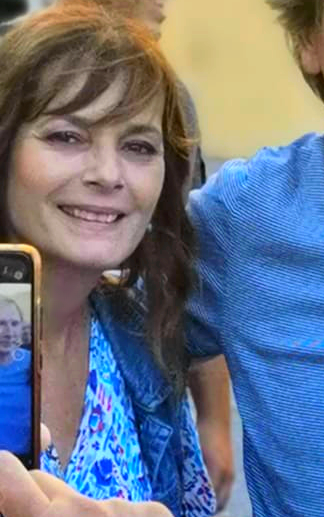
Cécilia Hornus joue le rôle de Blanche Marci.
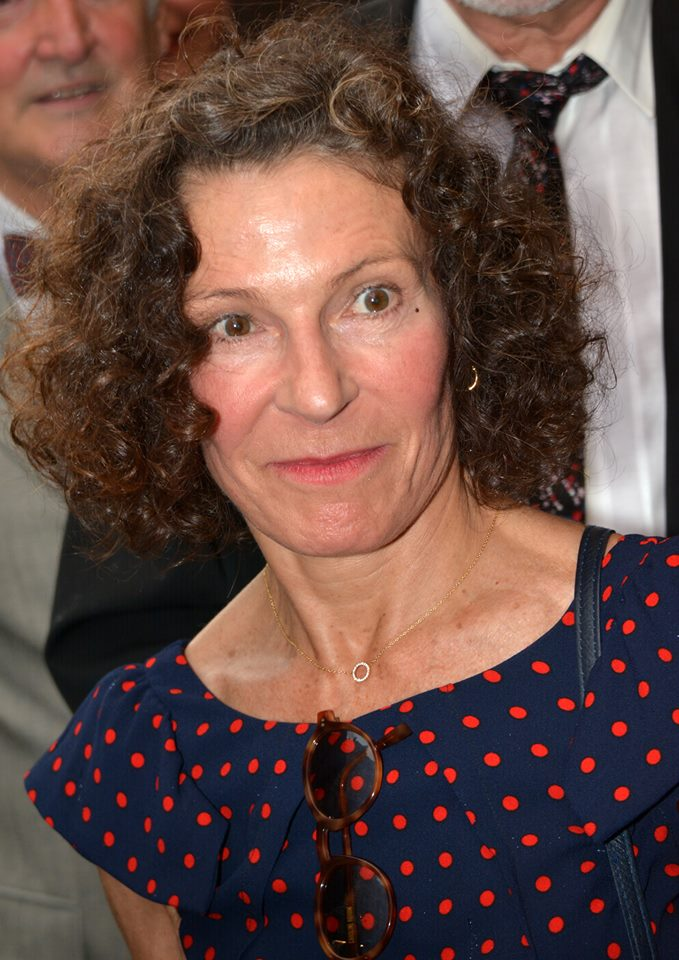
Sylvie Flepp joue le rôle de Mirta Torres.
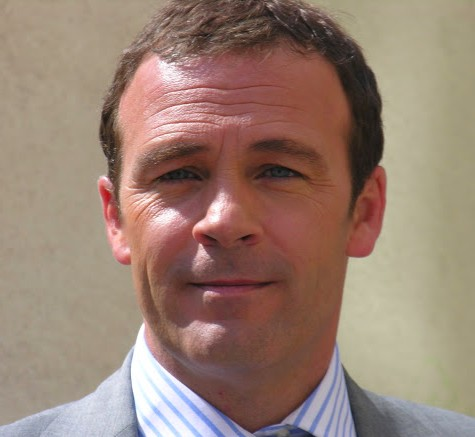
Serge Dupire joue le rôle de Vincent Chaumette.
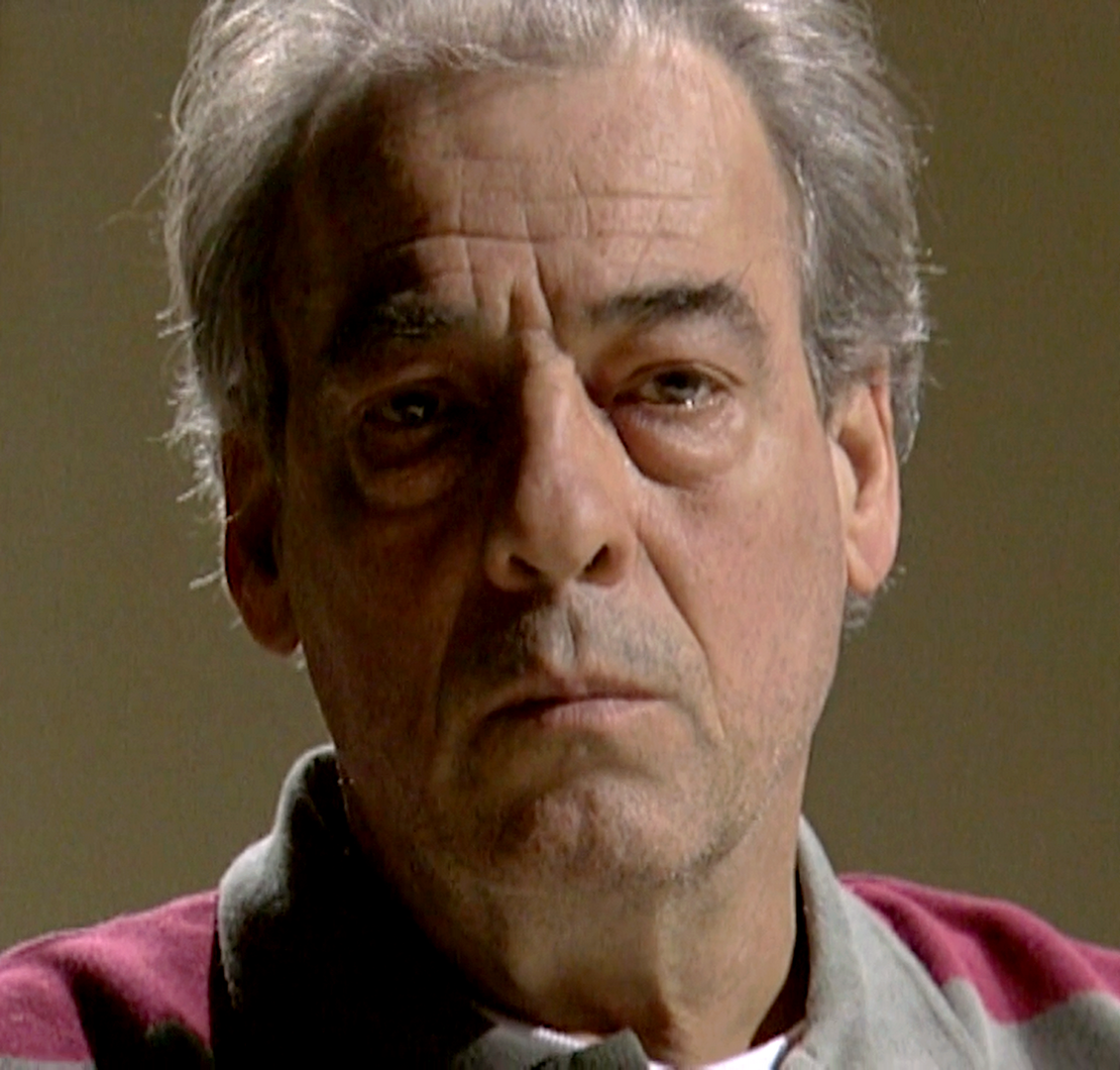
Michel Cordes joue le rôle de Roland Marci.
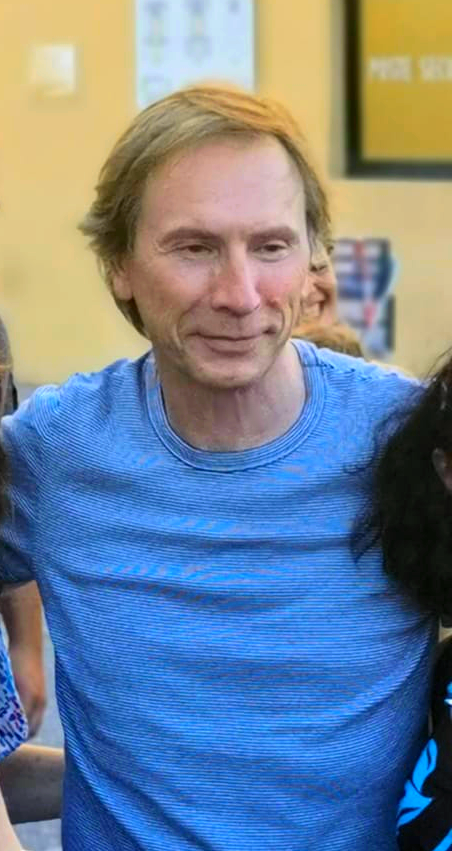
Thierry Ragueneau joue le rôle de François Marci.
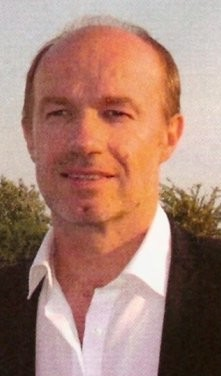
Pierre Martot joue le rôle de Léo Castelli.
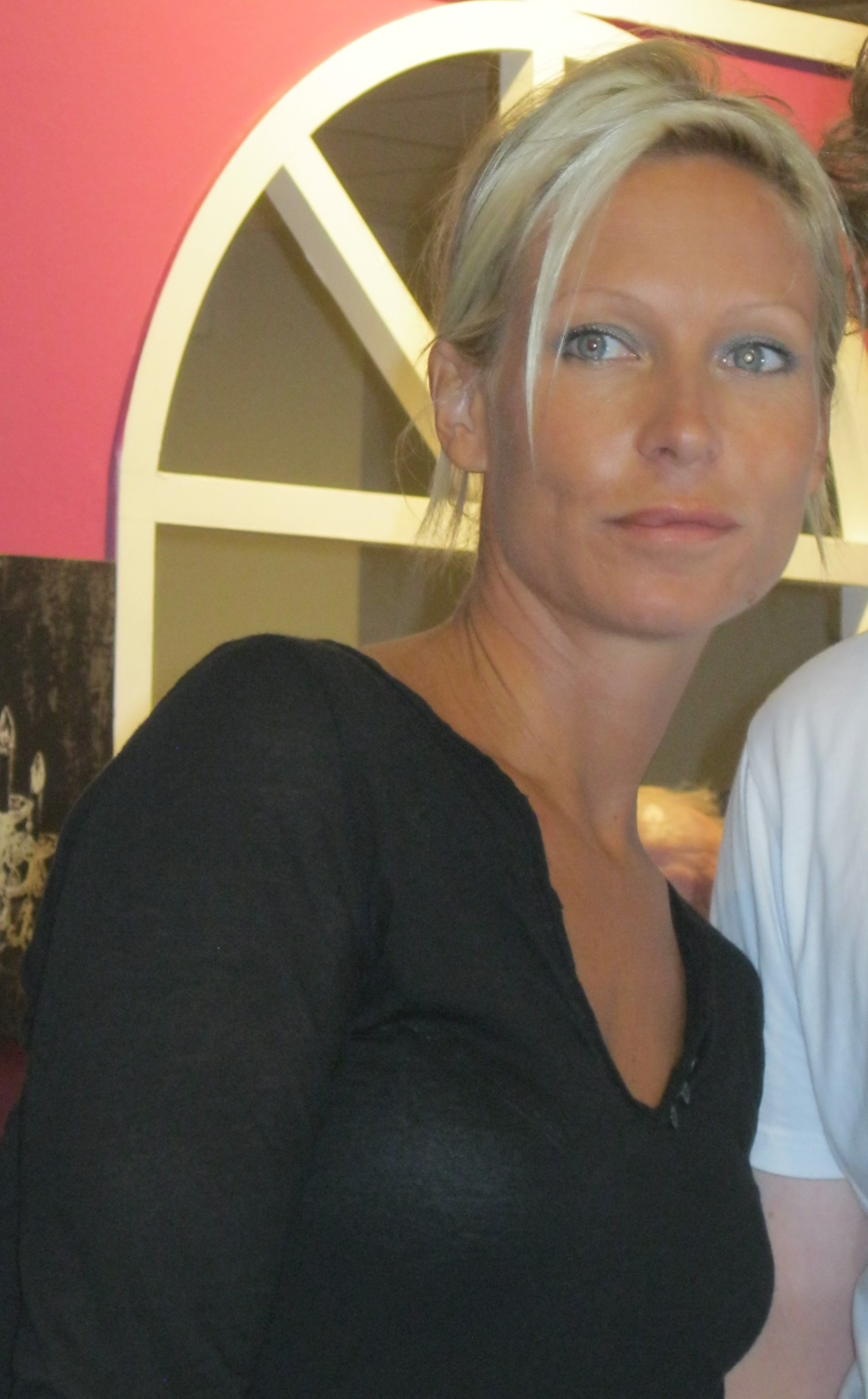
Rebecca Hampton joue le rôle de Céline Frémont.
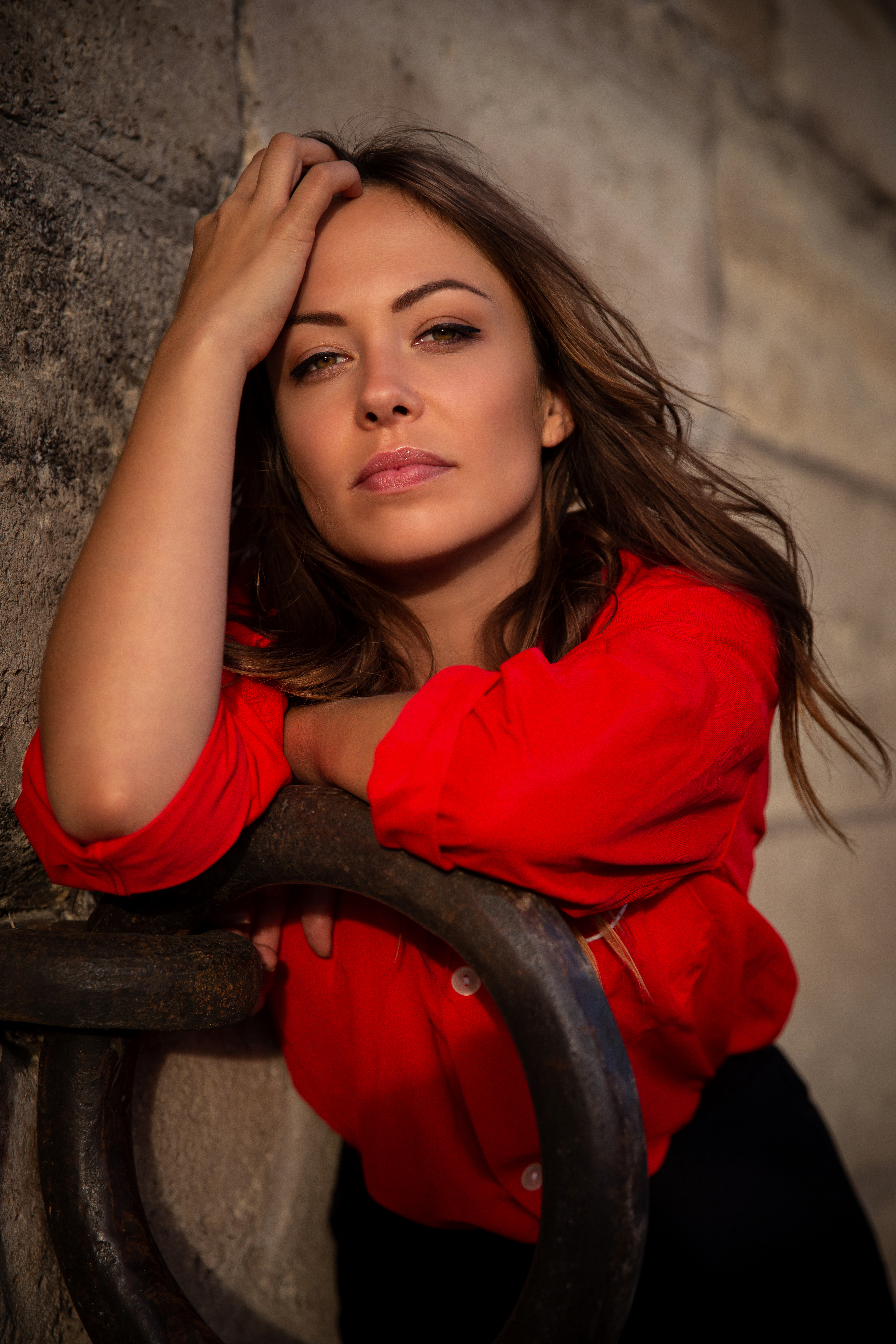
Dounia Coesens joue le rôle de Johanna Marci.
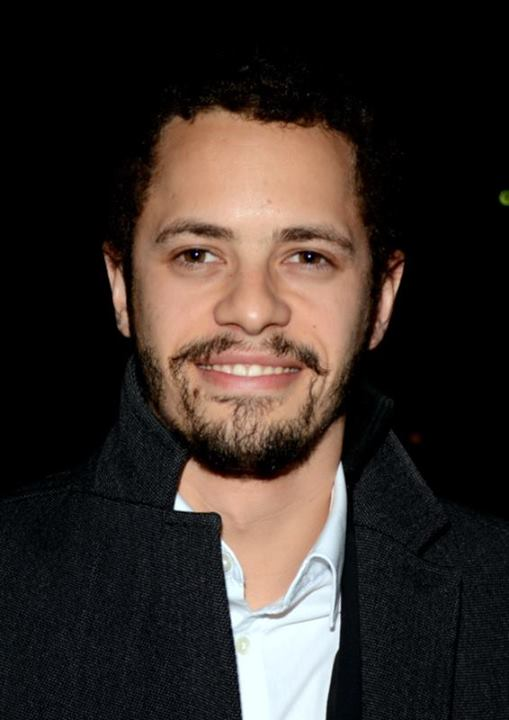
Ambroise Michel joue le rôle de Rudy Torres.
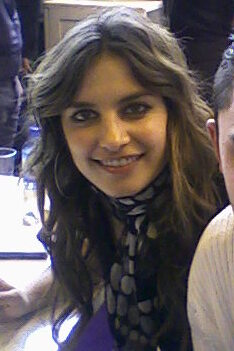
Laëtitia Milot joue le rôle de Mélanie Rinato.

#### Acteurs apparus ultérieurement
Certains acteurs apparus au bout de quelques semaines ou quelques mois ont été intégrés à la distribution principale, pour être systématiquement crédités dans le générique de fin (au même titre que les acteurs de la distribution d'origine) :
| Acteur            | Personnage         | Présence à l'écran       |
| ----------------- | ------------------ | ------------------------ |
| Anne Décis        | Luna Torres        | saisons 1 à 18           |
| Alexandre Fabre   | Charles Frémont    | saisons 1 à 18           |
| Laurent Kérusoré  | Thomas Marci       | saisons 1 à 18           |
| Thibaud Vaneck    | Nathan Leserman    | saisons 1 à 8 et 10 à 18 |
| Virgile Bayle     | Guillaume Leserman | saisons 1 à 13 et 18     |
| Juliette Chêne    | Juliette Frémont   | saisons 1 à 4 et 8       |
| Alexandre Pottier | Antoine Frémont    | saison 1                 |

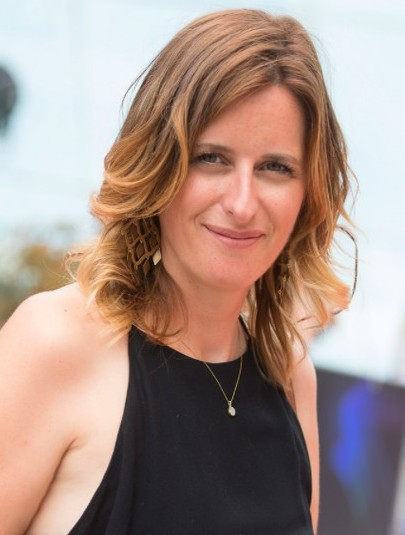
Anne Décis joue le rôle de Luna Torres.
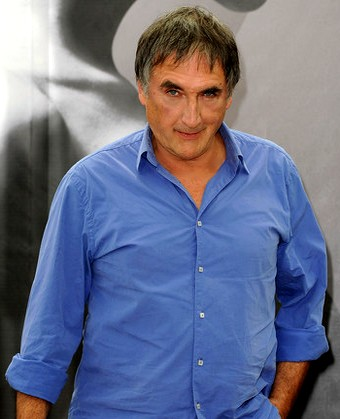
Alexandre Fabre joue le rôle de Charles Frémont.
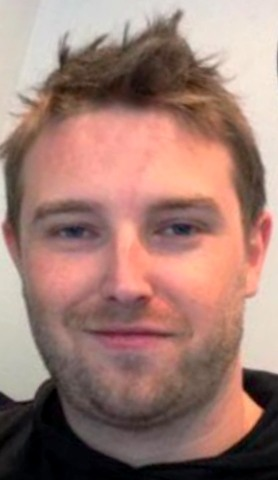
Thibaud Vaneck joue le rôle de Nathan Leserman.
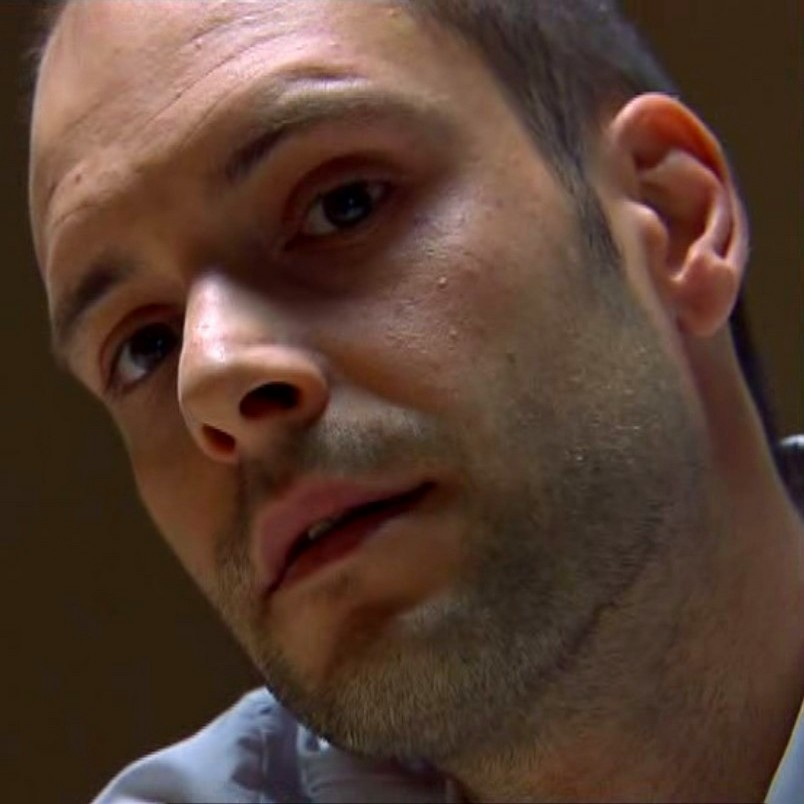
Virgile Bayle joue le rôle de Guillaume Leserman.

À cause des départs successifs de plusieurs acteurs de la série, celle-ci ne compte plus que 7 comédiens principaux dans sa dernière saison, crédités au générique dans l’ordre suivant : Sylvie Flepp (Mirta Torres), Cécilia Hornus (Blanche Marci), Serge Dupire (Vincent Chaumette), Rebecca Hampton (Céline Frémont), Anne Décis (Luna Torres), Laurent Kérusoré (Thomas Marci) et Alexandre Fabre (Charles Frémont).

### Autres acteurs récurrents
Contrairement aux acteurs principaux, les autres acteurs récurrents n'ont jamais été considérés comme membres permanents de la distribution : leurs noms ne sont crédités que dans les épisodes où ils jouent.

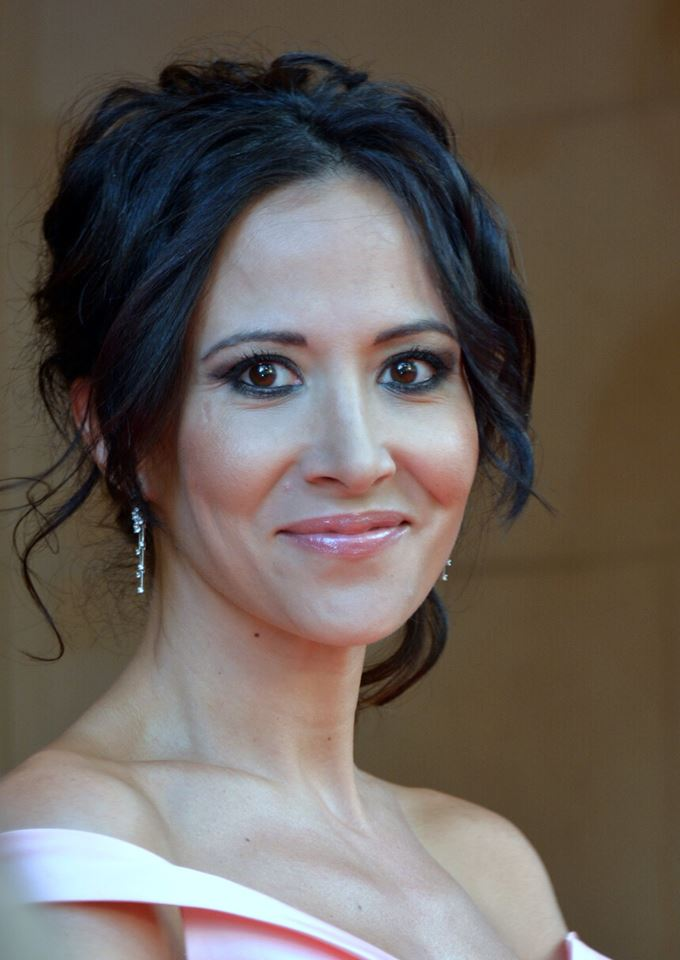
Fabienne Carat joue le rôle de Samia Nassri.
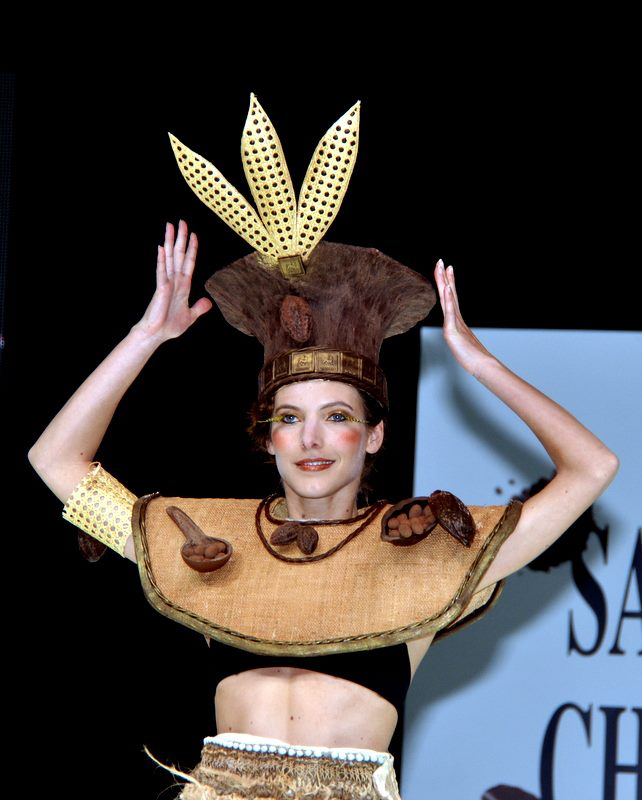
Élodie Varlet joue le rôle d'Estelle Cantorel.
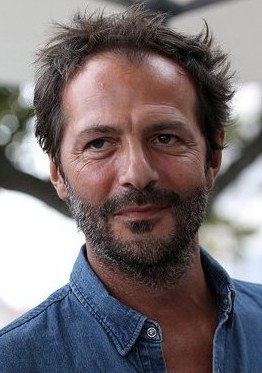
Jean-Charles Chagachbanian joue le rôle de Franck Ruiz.
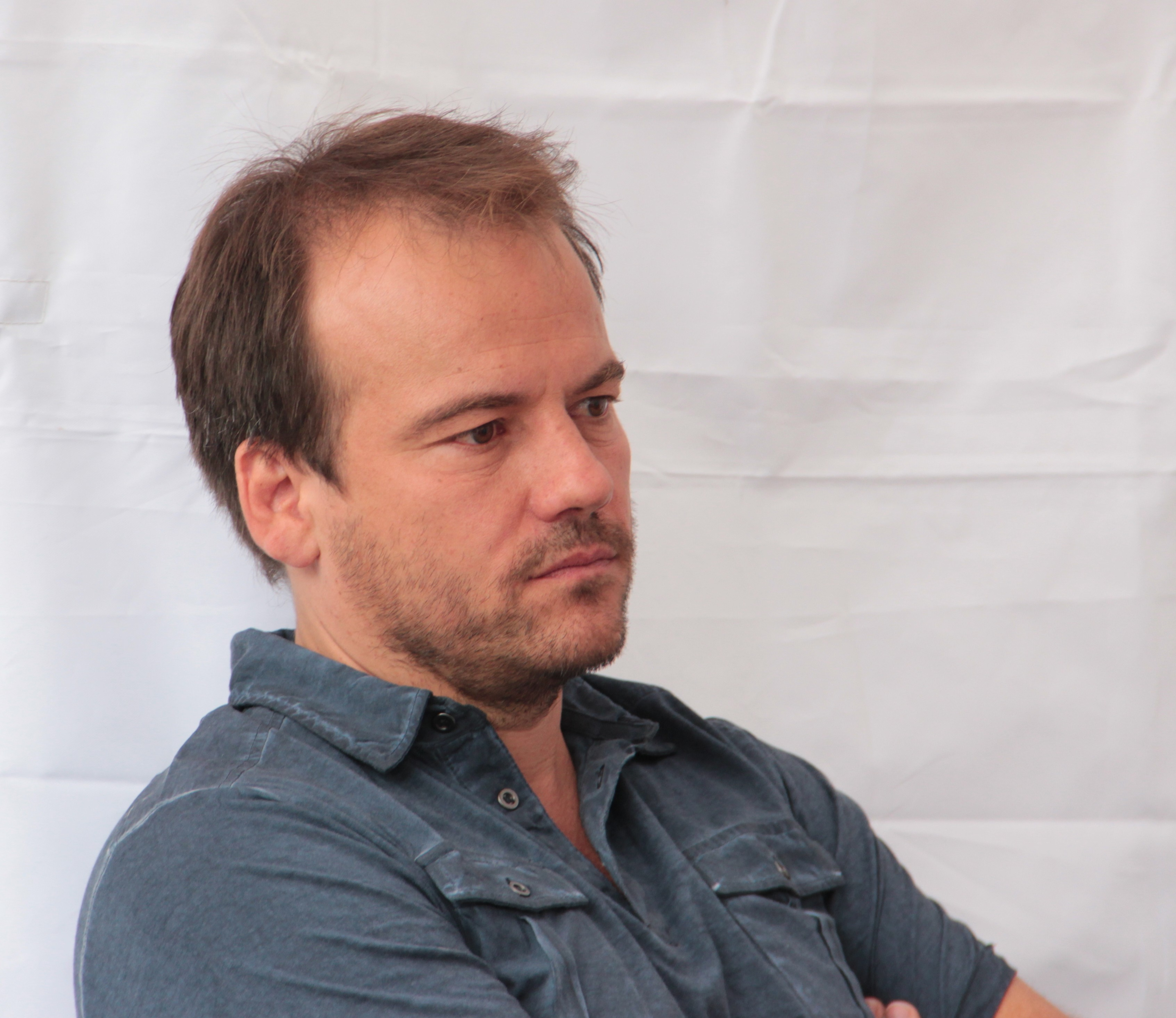
Stéphane Henon joue le rôle de Jean-Paul Boher.
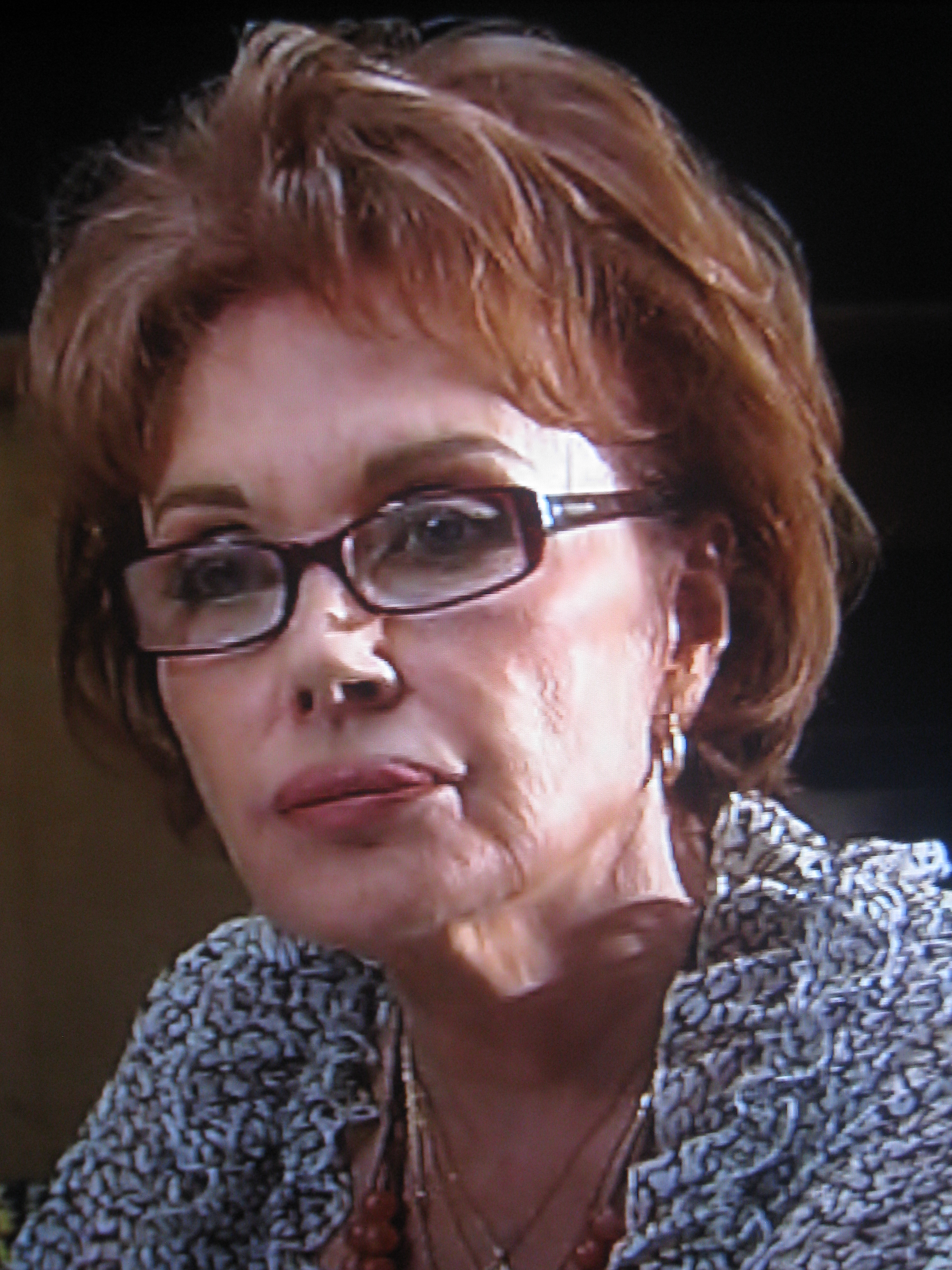
Pascale Roberts joue le rôle de Wanda Legendre.
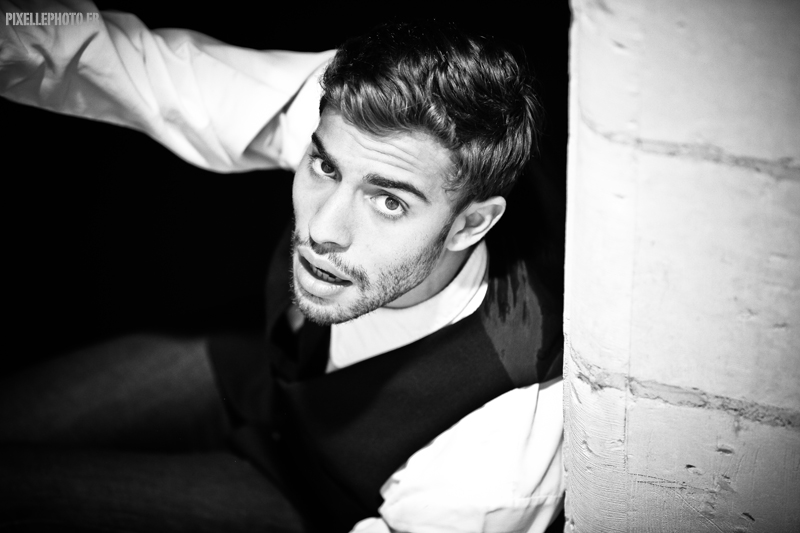
Marwan Berreni joue le rôle d'Abdel Fedala.
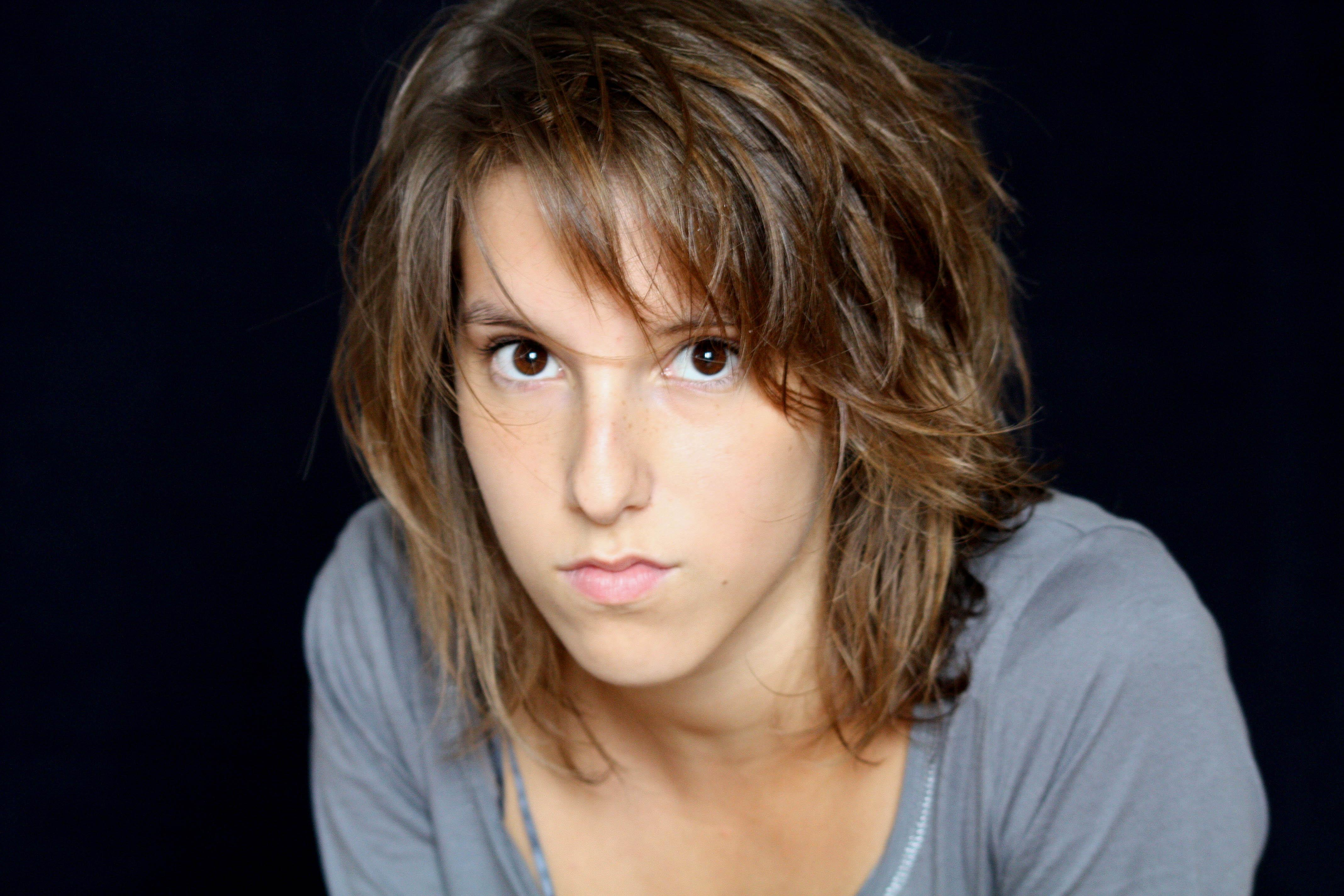
Léa François joue le rôle de Barbara Évenot.
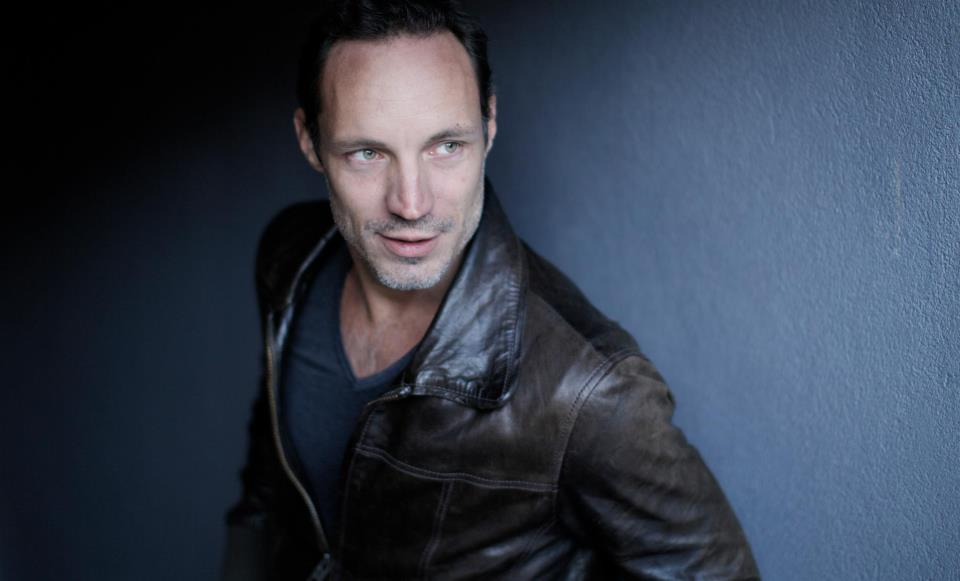
Grégory Questel joue le rôle de Xavier Revel.
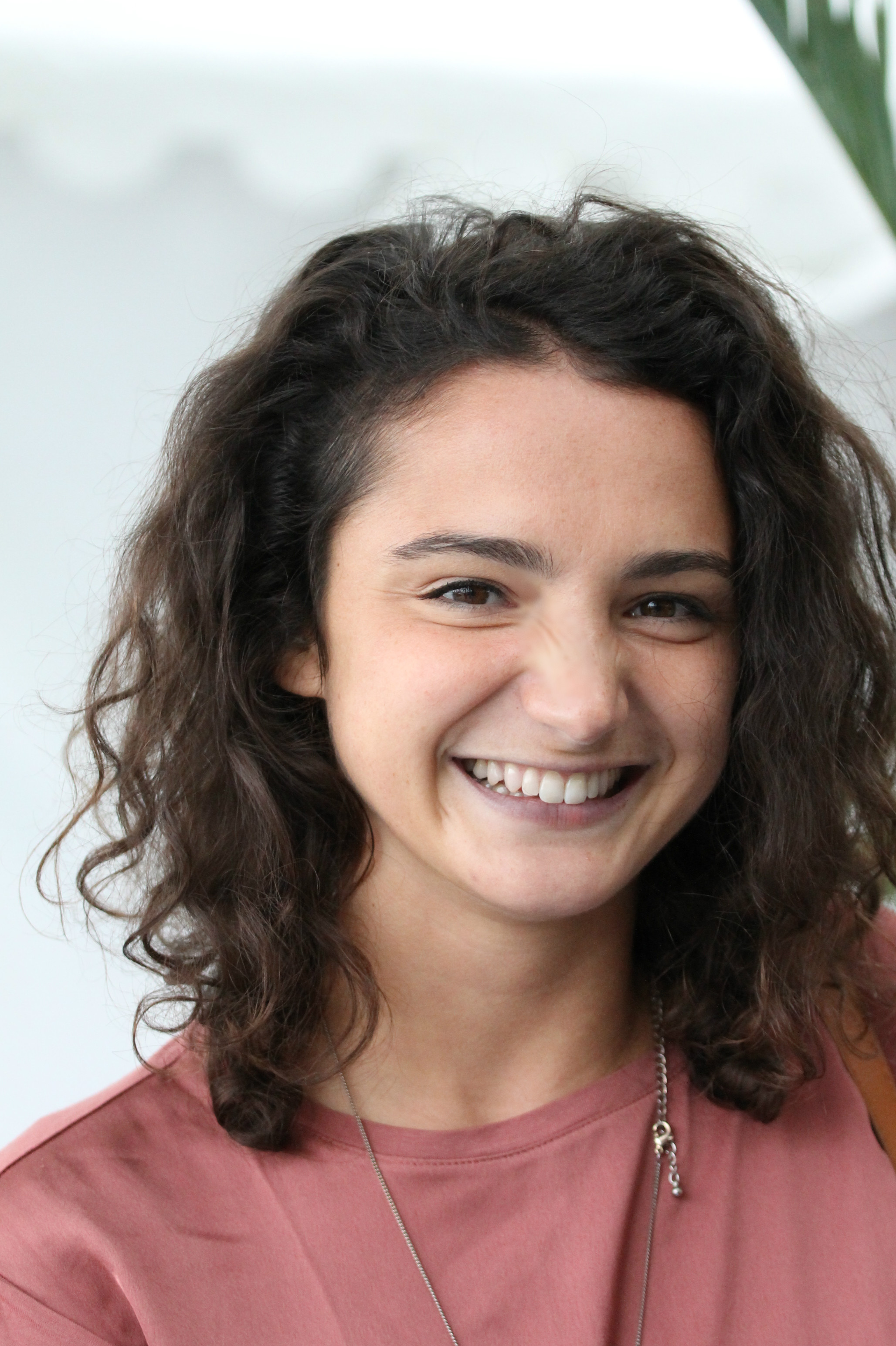
Pauline Bression joue le rôle d'Emma Rimez.
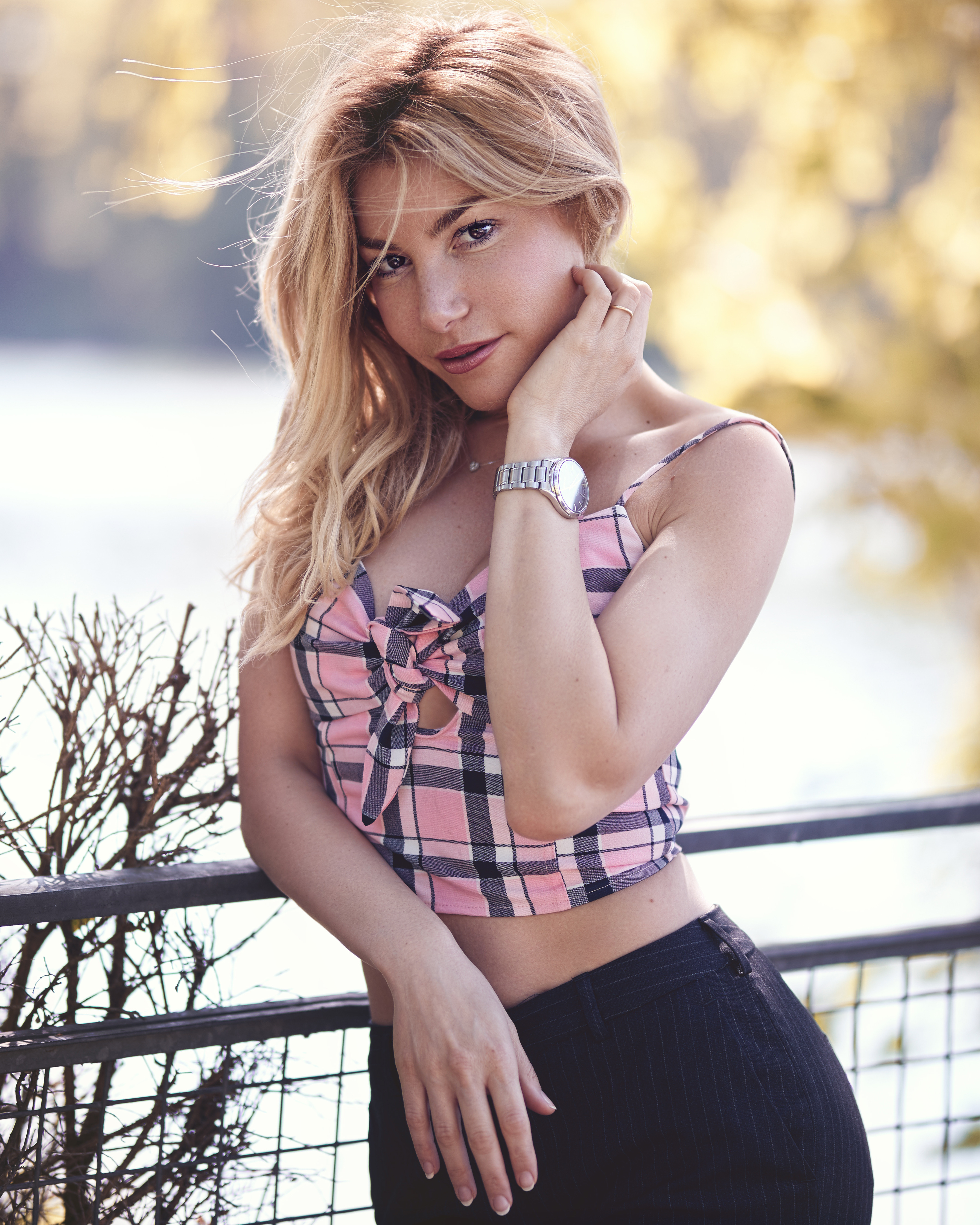
Lola Marois joue le rôle d'Ariane Hersant.

- Fabienne Carat : Samia Nassri (saisons 1 à 18)
- Nicolas Herman : Nicolas Barrel (saisons 1 à 3 et 5)[note 6]
- Jean-François Malet : Jean-François Leroux (saisons 2 à 12)
- Valérie Baurens : Agathe Robin (saisons 2 à 6, 8 et 18[7])
- Cécile Auclert : Véra Madigan (saisons 2 à 5)
- Linda Bouhenni : Nirina Tsiranana (saisons 2 à 4)
- Amalric Gérard : Jean-Baptiste Gauthier (saisons 2 à 4)
- Élodie Varlet : Estelle Cantorel (saisons 3 à 18)
- Jean-Charles Chagachbanian : Franck Ruiz (saisons 3 à 6 et 11 à 18)
- Franck Borde : Florian Estève (saisons 3 à 7 et 14)
- Julien Bravo : Fabien Rinato (saisons 3, 4, 7, 8 et 11)
- Stéphane Henon : Jean-Paul Boher (saisons 4 à 18)
- Ludovic Baude : Benoît Cassagne (saisons 4 à 14)
- Pascale Roberts : Wanda Legendre (saisons 4 à 13)
- Coline d'Inca : Sybille Cassagne (saisons 4 à 9 et 18[8])
- Audric Chapus : Raphaël Cassagne (saisons 4 à 8)
- Blandine Bellavoir : Sonia Escudier (saisons 4 à 6)
- Virginie Ledieu : Agnès Revel (saisons 4 à 6)
- Julien Oliveri : Maxime Robin (saisons 4 à 6)
- Marwan Berreni : Abdel Fedala (saisons 5 à 18)
- Léa François : Barbara Évenot (saisons 5 à 18)
- Rachid Hafassa : Karim Fedala (saisons 5 à 18)
- David Baiot : Djawad Sangha (saisons 5 à 14 et 18[7])
- Flavie Péan : Victoire Lissajoux (saisons 5 à 7, 9 à 10 et 15 à 18)
- Anne Canovas : Anémone Vitreuil (saisons 6 à 7 et 9 à 18)
- Charlotte Boimare : Adriana Paoletti (saisons 6 à 8, 10 et 12)
- Nadège Beausson-Diagne : Sara Douala (saisons 6 à 7 et 9 à 10)
- Lubna Gourion : Alix Provin (saisons 6 à 8)
- Caroline Bourg : Elsa Bailly (saisons 7 à 18)
- Joakim Latzko : Gabriel Riva (saisons 7 à 18)
- Avy Marciano : Sacha Malkavian (saisons 7 à 18)
- Grégory Questel : Xavier Revel (saisons 7 à 10, 14 et 16 à 18)
- Geoffrey Piet : Jonas Malkavian (saisons 7 à 12)[note 7]
- Charlie Nune : Ève Tressere (saisons 7 à 8)[note 8]
- Stéphanie Pareja : Jeanne Carmin (saisons 8 à 18)
- Marie Réache : Babeth Nebout (saisons 8 à 18)
- Gladys Cohen : Seta Malkavian (saisons 8 à 13 et 15 à 17)
- Sara Mortensen : Coralie Blain (saisons 8 à 15)[note 9]
- Stéphane Bierry : Stéphane Prieur (saisons 8 à 14)
- Louis Duneton : Valentin Nebout (saisons 8 à 11)[note 10]
- Zara Prassinot : Élise Carmin (saisons 8 à 11)
- Charlotte Deysine : Léa Leroux #1 (saisons 8 à 9)
- Franck Sémonin : Patrick Nebout #1 (saisons 8 à 9)
- Jérôme Bertin : Patrick Nebout #2 (saisons 9 à 18)
- Charles Schneider : Claude Rochat (saison 9 à 18)
- Eliot De Faria : Noé Ruiz enfant (saisons 9 à 16)
- Céline Vitcoq : Wendy Lesage (saisons 9 à 13)
- Alicia Hava : Margaux Lieber (saisons 9 à 12)
- Charlie Joirkin : Émilie Leroux #1 (saisons 9 à 11)
- Bryan Trésor : Baptiste Marci (saisons 10 à 18)
- Diane Robert : Caroline Fava (saisons 10 à 14)
- Marie Drion : Zoé Prieur (saisons 10 à 13)
- Valentine Atlan : Constance Dorléac (saisons 10 à 11)
- Tia Diagne : Thérèse Marci #1 (saisons 10 à 11)
- Théo Bertrand : Kevin Belesta (saisons 11 à 18)
- Pauline Bression : Emma Rimez (saisons 11 à 18)
- Élisabeth Commelin : Yolande Sandré (saisons 11 à 18)
- Jean-Marie Galey : Jocelyn Sandré (saisons 11 à 18)
- Emanuele Giorgi : Francesco Ibaldi (saisons 11 à 18)
- Grant Lawrens : César Cordonnier (saisons 11 à 18)
- Lara Menini : Eugénie Grangé (saisons 11 à 18)
- Caroline Riou : Lætitia Belesta (saisons 11 à 18)
- Laurent Orry : Jérôme Belesta (saisons 11 à 16 et 18)
- Manon Bresch : Thérèse Marci #2 (saisons 11 à 15)[note 11]
- Samuel Charle : Julio Sécoti (saisons 11 à 13)
- Vanessa Valence : Claire Mougin (saisons 11 à 13)
- Bruce Tessore : Nicolas Berger (saisons 11 et 13 à 14)
- Marie Hennerez : Léa Leroux #2 (saisons 12 à 18)
- Éléonore Sarrazin : Sabrina Gocelin (saisons 12 à 18)
- Myra Tyliann : Alison Valle (saisons 12 à 18)
- Alexia Fourmond : Océane Mougin (saisons 12 à 13)
- Lola Marois : Ariane Hersant (saisons 13 à 18)
- Régis Maynard : Éric Norman (saisons 13 à 18)
- Jules Fabre : Théo Bommel (saisons 13 à 16 et 18)
- David Marchal : Clément Bommel (saisons 13 à 16)
- Enola Righi : Clara/Antoine Bommel (saisons 13 à 16)
- Marie Daguerre : Anne Olivieri (saisons 13 à 15 et 18)
- Annie Grégorio : Claire Richet (saisons 14 à 18)
- Malika Alaoui : Mila Valle (saisons 14 à 17)
- Delphine Rollin : Delphine Bommel (saisons 14 à 16 et 18)
- Sam Chemoul : Tom Gassin (saisons 14 à 16)
- Lani Sogoyou : Carole Leconte (saisons 14 à 16)
- Laurie Bordesoules : Émilie Leroux #2 (saisons 15 à 18)
- Boubacar Kabo : Mouss Bongor (saisons 15 à 18)
- Florian Lesieur : Noé Ruiz adolescent (saisons 16 à 18)
- Ella Philippe : Nisma Bailly (saisons 16 à 18)
- Kjel Bennett : Bilal Bailly (saisons 17 à 18)[note 12]
- Lisa Cipriani : Camille Rimez (saisons 17 à 18)
- Marine Danaux : Sophie Corcel (saisons 17 à 18)
- Simon Ehrlacher : Romain Vidal (saisons 17 à 18)
- Prudence Leroy : Fanny Lorène (saisons 17 à 18)
- Marie Mallia : Lola Corcel (saisons 17 à 18)
- Tim Rousseau : Kilian Corcel (saisons 17 à 18)
- Horya Benabet : Betty Solano (saison 18)

### Invités spéciaux
Le feuilleton accueille parfois certaines guest stars.
Ainsi, certains acteurs invités avaient auparavant déjà joué un rôle important dans une autre série télévisée notoire. Avant de jouer le rôle du commissaire Madigan (dans les saisons 2 à 5), Cécile Auclert avait été notamment l'une des actrices principales de la sitcom Les Filles d'à côté. Marion Game (qui joue Andrée Boher dans les saisons 6 à 8) a derrière elle une longue carrière à la télévision et au cinéma, mais elle est connue des plus jeunes principalement pour son rôle dans la série Scènes de ménages. Catherine Benguigui, l'une des actrices principales de la sitcom H, joue dans la saison 6 le personnage de Violette Garcin, un guide touristique, tandis que Jean-Claude Bouillon, qui interprétait le commissaire Valentin dans la série Les Brigades du Tigre, joue dans la saison 7 le personnage de Michel Espira, éphémère beau-père de Johanna Marci. Yves Rénier, le célèbre interprète du Commissaire Moulin, joue dans les épisodes diffusés en première partie de soirée en septembre 2011 (rôle de Benjamin Tomasini). Julie Arnold, l'héroïne de la série Marc et Sophie, apparaît dans le prime time de septembre 2012 (rôle du chef cuisinier Daniela Cazin). Dans les saisons 17 et 18, Anthony Dupray, acteur des séries Premiers Baisers et Les Années fac, joue le rôle de Francis, chef d'un clan survivaliste.

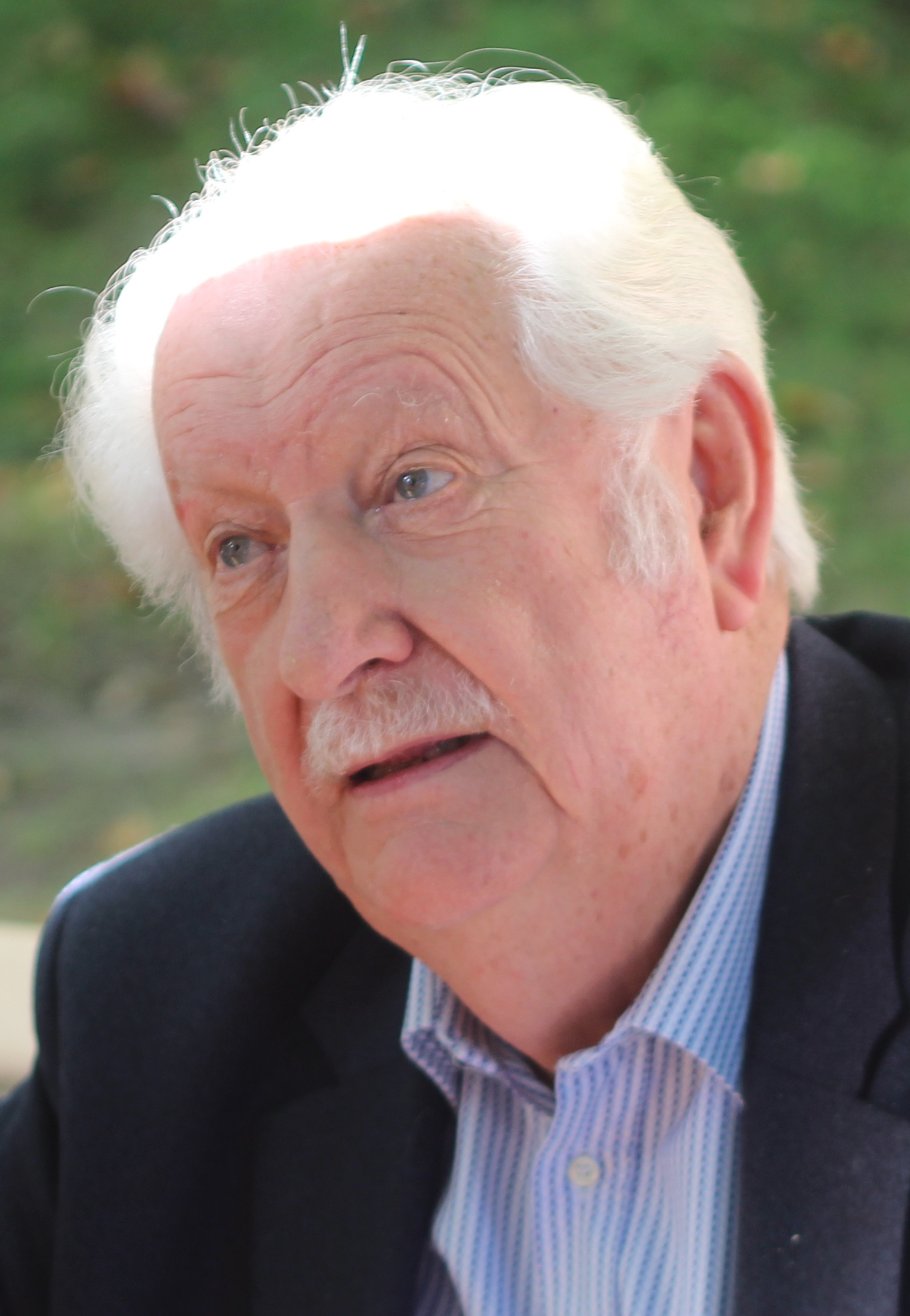
Pierre Bellemare a joué son propre rôle dans la série.

Parmi les autres personnalités proches de la télévision sont également apparus l'ancien animateur Christian Morin (qui joue dans les saisons 3 et 4 Jacques Maury, éphémère époux de Charlotte Le Bihac), ou encore l'imitateur Gérald Dahan (qui joue le personnage de Germain Lamy dans le prime time de septembre 2012). Le chroniqueur spécialiste de musique des émissions Télématin et C'est au programme, Frédéric Zeitoun, joue le rôle du professeur handicapé Augustin Layrac (saisons 9 et 10). À la fin de la dixième saison, c'est au tour de Michel Robbe, premier animateur de La Roue de la fortune, de jouer dans la série, dans le rôle d'Alfonso. Pierre Bellemare apparaît au cours de la saison 11, dans son propre rôle. Dans la saison 14, c'est Philippe Corti, DJ qui officiait souvent dans l'émission de Thierry Ardisson Tout le monde en parle, qui apparaît dans le prime time de décembre, dans le rôle d'un policier. Dans la saison 18 apparait, le temps d'un épisode, l'humoriste Anthony Joubert, dans le rôle d'un facteur.
Outre Pierre Bellemare, d'autres personnalités ont joué leur propre rôle dans le feuilleton. C'est le cas, dans l'épisode 23 de la première saison, des joueurs et dirigeants de l'Olympique de Marseille : Johnny Ecker, Demetrius Ferreira, Fabrice Fiorèse, Steve Marlet et José Anigo, mais aussi de l'auteur-compositrice-interprète Maïdi Roth, qui apparaît à l'écran pendant plusieurs semaines au cours de la saison 3, de la joueuse de tennis Justine Henin, dans un épisode de la saison 5, ou de l'auteur-compositrice-interprète Joyce Jonathan, dans trois épisodes de la saison 9, diffusés à l'occasion de la Fête de la musique. Dans la saison 10, le prêtre Christian Delorme, qui fut à l'origine de la Marche des Beurs en 1983, apparaît dans quelques épisodes à l’occasion du trentième anniversaire de cette manifestation, et la chanteuse Tal apparaît dans quatre épisodes pour fêter le dixième anniversaire de la série. Dans la saison 13, c'est au tour du champion cycliste Thomas Voeckler de jouer son propre rôle dans la série pour quelques épisodes, à l'occasion du passage du Tour de France 2017 à Marseille. Dans la saison 14, les deux anciens footballeurs Basile Boli et Éric Di Meco font une apparition dans leur propre rôle, à la fin du prime time de fin d'année. Dans la saison 17, l'animateur Cyril Féraud fait une brève apparition le temps d'un épisode. Dans la saison 18, Adriana Karembeu intègre la distribution pour incarner son propre rôle le temps d'une intrigue d'un mois.

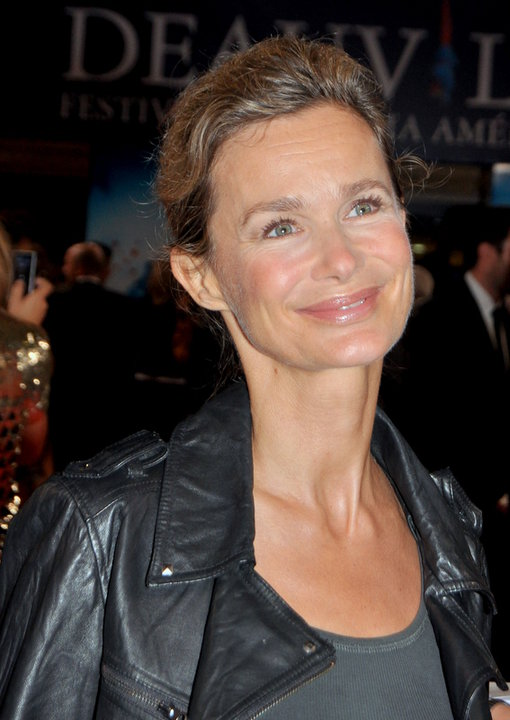
Marie-Sophie L. a joué un double rôle dans la troisième saison.

Le feuilleton invite aussi parfois des acteurs connus avant tout pour leurs rôles au cinéma. Il s'agit notamment de seconds rôles tels que Jean Panisse, connu pour son rôle dans Manon des sources, qui apparait dans quelques épisodes de la saison 1, ou encore Robert Castel, vu auparavant dans des films comme Dupont Lajoie d'Yves Boisset, qui incarne dans la saison 2 Henri Laroque, le grand-père de Mélanie Rinato. Toujours dans la saison 2, Michel Modo, acteur souvent vu aux côtés de Louis de Funès dans les Gendarmes ou encore Le Corniaud, incarne un clochard déguisé en Père Noël. Hubert Koundé, l'un des acteurs principaux de La Haine, de Mathieu Kassovitz, incarne le personnage d'Étienne Anglade dans les saisons 2 et 3. Marie-Sophie L., qui a joué dans plusieurs films de Claude Lelouch (dont elle a par ailleurs été la compagne), joue un double rôle dans la saison 3, à savoir les jumelles Sophie Libourne et Hélène Cantorel (respectivement la mère et la tante de Nathan Leserman). Jean-François Garreaud, vu notamment dans plusieurs films de Claude Chabrol, incarne Léonard Vassago dans la saison 3. Dans la saison 14, c'est au tour de l'acteur et humoriste Rufus, grand second rôle du cinéma français (vu entre autres dans Les Misérables de Claude Lelouch, Le Fabuleux Destin d'Amélie Poulain, Un long dimanche de fiançailles), d'intégrer la distribution de la série, dans le rôle d'Yves Coplain, l'ami d'enfance de Roland. Dans la saison 18, Agnès Soral, connue pour ses rôles dans des films comme Tchao Pantin, joue dans quelques épisodes le personnage de Charlotte Gauthier, tandis que Bruno Moynot, ancien membre du Splendid (il jouait monsieur Preskovic dans Le père Noël est une ordure), incarne le personnage de Lucien.
Certains acteurs invités sont avant tout connus pour leur voix, car issus du doublage. Par exemple, Virginie Ledieu (qui joue le rôle d'Agnès Revel dans les saisons 4 à 6) est la voix française de l'actrice Meg Ryan. Jean Barney (rôle de Dominique Gauthier, saison 4) est la voix française de J. K. Simmons. Benoît Allemane (rôle de René Cassagne, saison 4) est la voix française de Morgan Freeman. Dorothée Jemma (qui joue dans la saison 5 Édith Delvaux, la conseillère conjugale de Roland et Mirta) est la voix française de Jennifer Aniston et Odile Cohen (qui joue Jacqueline Rousseau, saison 5 également) est la voix française de Renée Zellweger et d’Uma Thurman. Évelyne Grandjean (qui joue dans la saison 11 Dorothée Marcellin-Bourdieu, une riche veuve) est connue pour avoir doublé de nombreux films et dessins animés, ainsi que des émissions comme Vidéo Gag et Les Guignols de l'info. Annie Milon (rôle de la profileuse Anne Quercy dans la saison 13), ancienne speakerine sur Antenne 2, double plusieurs actrices comme Jennifer Lopez et Halle Berry.

## Caractéristiques du feuilleton

### Univers de fiction

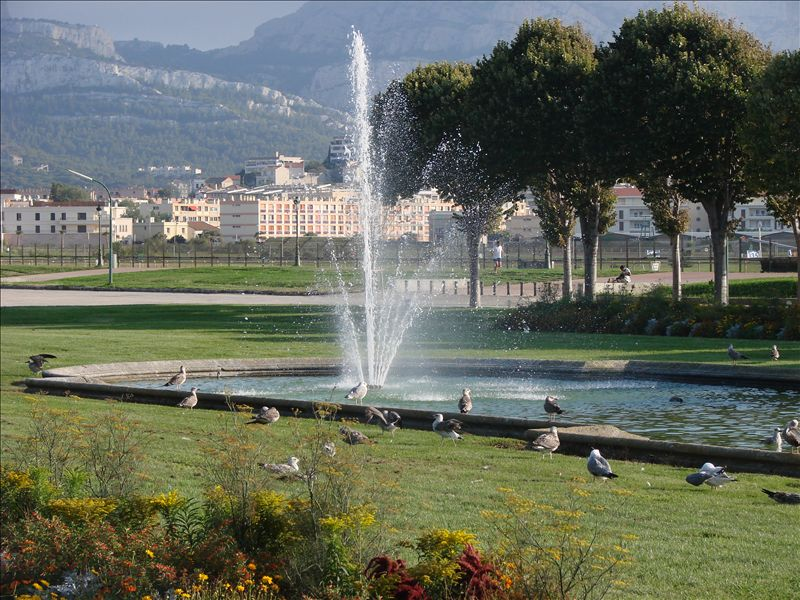
Le parc Borély.

Le feuilleton suit avant tout le quotidien des habitants du Mistral, un quartier imaginaire de Marseille, où se croisent des familles aisées comme les Chaumette et les Frémont, ainsi que des familles plus modestes comme les Marci et les Torres. La population du quartier évolue au fil des saisons, en fonction de l'arrivée de nouveaux personnages et des départs de personnages plus anciens.
En outre, plusieurs personnages qui ne vivent pas au Mistral mais qui font partie de l'entourage de ses habitants (famille, collègues, anciens habitants du quartier, etc.) apparaissent souvent à l'écran et jouent un rôle central dans de nombreuses intrigues. Certains décors en dehors du Mistral apparaissent d'ailleurs de plus en plus fréquemment au fil des saisons. C'est le cas par exemple du commissariat situé près du Mistral (que les personnages appellent parfois par abus de langage « commissariat du Mistral »), qui est chargé des affaires criminelles concernant le quartier, mais aussi du lycée Vincent Scotto, où sont scolarisés les jeunes habitants du Mistral et leurs amis, ou encore de l'hôpital Marseille-Est, où travaillent plusieurs personnages importants du feuilleton, qui par ailleurs n'habitent pas tous au Mistral.
Les protagonistes évoluent également dans des lieux qui existent réellement à Marseille, comme le parc Borély ou la prison des Baumettes, où sont incarcérés plusieurs personnages principaux ou récurrents au fil des différentes intrigues policières.

### Principes narratifs et intrigues
Un épisode type de Plus belle la vie met en scène plusieurs histoires parallèles, histoires qui s’étalent en général sur plusieurs épisodes. Il y a généralement trois intrigues par épisode :
- L'arche A : intrigue principale, typiquement une intrigue policière qui dure plusieurs semaines, axée sur des événements tragiques ou surprenants ;
- L'arche B : intrigue secondaire, abordant souvent une histoire sentimentale ou un sujet de société ;
- L'arche C : intrigue plus légère et humoristique, fondée sur des événements de la vie quotidienne[11].

À partir de 2015, une quatrième arche est régulièrement présente, à raison de deux à trois séquences par épisode.
Toutefois, le schéma narratif n’est pas le même pour les épisodes spéciaux diffusés en première partie de soirée, qui s’articulent le plus souvent autour d’une seule et même intrigue (voir Épisodes diffusés en prime time).
La plupart des épisodes relatent les événements du jour de leur diffusion (du moins, de leur première diffusion française, sur France 3). Ainsi, l’épisode diffusé le 24 décembre 2007 montre la journée du 24 décembre 2007 au Mistral : nous y voyons les habitants du Mistral préparer leur réveillon de Noël. De même, dans l'épisode du 21 juin 2013, ils célèbrent la Fête de la musique. L’épisode diffusé le 4 juillet 2008 montre les lycéens mistraliens allant chercher leurs résultats au baccalauréat, le 4 juillet étant en 2008 la date des résultats du baccalauréat en France. Comme France 3 diffuse le feuilleton du lundi au vendredi, les événements qui ont lieu dans la vie des personnages le samedi et le dimanche ne sont logiquement pas montrés à l'écran et sont seulement évoqués dans les dialogues lors des épisodes de la semaine suivante.
Un épisode correspond habituellement à un jour, et pas un de plus, dans la vie des personnages. C'est ainsi que l'épisode du 24 décembre 2007 se borne à montrer les événements du 24 décembre 2007, sans « déborder » sur la journée du 25 décembre. Il arrive cependant que des entorses soient faites à ce principe d'unité de temps, pour des raisons d'efficacité du récit. En effet, comme la majorité des épisodes se termine par un cliffhanger (révélation, événement malheureux, personnage en danger de mort…), il arrive que l'épisode du lendemain reprenne, en son tout début, la suite de la journée précédente, afin de ne pas dérouter le téléspectateur dans sa compréhension de l'intrigue. À l'inverse, il arrive également qu'un épisode mette en scène non seulement les événements du jour de sa diffusion, mais aussi les événements qui ont lieu au début du jour suivant.
Par ailleurs, quelques rares épisodes ne mettent pas en scène le jour de leur diffusion. Par exemple, les quatre épisodes diffusés en première partie de soirée le vendredi 17 décembre 2010 forment ensemble une intrigue policière qui s'étale sur trois jours. L'action du premier épisode commence le soir du 17 décembre 2010, mais les épisodes suivants montrent les événements qui ont lieu le lendemain et le surlendemain.
D'autre part, les épisodes qui marquent un anniversaire de diffusion du feuilleton s'achèvent souvent par un cliffhanger notable, par exemple :
- dans le 500e épisode, diffusé le 4 août 2006, Céline Frémont tente de se suicider par noyade alors qu'elle a la phobie de l'eau et l'épisode se termine sur un cliffhanger montrant Nathan Leserman et son amie Julia tombant d'une falaise[note 16] ;
- à la fin du 1000e épisode, diffusé le 11 juillet 2008, il est révélé que Charles Frémont pourrait être à l'origine de la disparition de la mère de Benoît Cassagne ;
- le 1500e épisode, diffusé le 2 juillet 2010, s'achève sur les retrouvailles entre Roland Marci et sa sœur Corinne Metzger, qu'il n'avait pas vue depuis plus de vingt ans ;
- le 2000e épisode, diffusé le 8 juin 2012, s'achève en montrant Johanna Marci qui s'effondre après s'être fait tirer dessus ;
- le 2607e épisode, diffusé le 21 octobre 2014 — à l'occasion d'une soirée spéciale célébrant les dix ans de la série — s'achève par l'incendie de l'hôtel Select, l'un des lieux emblématiques du Mistral.

### Saisons
Les épisodes de Plus belle la vie sont officiellement répartis en saisons d'environ 260 épisodes, chaque saison correspondant approximativement à une année de diffusion : 
- la saison 1 (épisodes 1 à 260[12]) a débuté le lundi 30 août 2004 pour s'achever le vendredi 2 septembre 2005 ;
- la saison 2 (épisodes 261 à 520[12]) a débuté le lundi 5 septembre 2005 pour s'achever le vendredi 8 septembre 2006 ;
- la saison 3 (épisodes 521 à 780[12] + 3 épisodes hors-série diffusés en première partie de soirée) a débuté le lundi 11 septembre 2006 pour s'achever le vendredi 7 septembre 2007 ;
- la saison 4 (épisodes 781 à 1040[12] + 3 épisodes hors-série diffusés en première partie de soirée) a débuté le lundi 10 septembre 2007 pour s'achever le vendredi 5 septembre 2008 ;
- la saison 5 (épisodes 1041 à 1300[12] + 2 diffusions en première partie de soirée de 4 épisodes à la suite) a débuté le lundi 8 septembre 2008 pour s'achever le vendredi 11 septembre 2009 ;
- la saison 6 (épisodes 1301 à 1560[12] + 2 diffusions en première partie de soirée de 4 épisodes à la suite) a débuté le lundi 14 septembre 2009. En raison de différentes interruptions dues à la retransmission d'événements sportifs en access prime-time sur France 3, cette saison s'est achevée seulement le vendredi 1er octobre 2010 ;
- la saison 7 (épisodes 1561 à 1820[12] + 2 émissions spéciales en première partie de soirée, l'une constituée de 4 épisodes de durée habituelle, l'autre composée de 2 longs épisodes) a débuté le lundi 4 octobre 2010 pour s'achever le vendredi 30 septembre 2011 ;
- la saison 8 (épisodes 1821 à 2055[12]) a débuté le lundi 3 octobre 2011 pour s'achever le vendredi 7 septembre 2012[13]. Plus courte que les précédentes, elle se compose de 235 épisodes, sans compter deux longs épisodes hors-série diffusés en première partie de soirée ;
- la saison 9 (épisodes 2056 à 2340[12]) a débuté le lundi 10 septembre 2012 pour s'achever le vendredi 11 octobre 2013. Plus longue que les précédentes, elle se compose de 285 épisodes, sans compter 3 diffusions en première partie de soirée de deux longs épisodes à la suite ;
- la saison 10 (épisodes 2341 à 2600 + 1 long épisode spécial diffusé en première partie de soirée) a débuté le lundi 14 octobre 2013 pour s'achever le vendredi 10 octobre 2014 ;
- la saison 11 (épisodes 2601 à 2860 + 2 émissions spéciales en première partie de soirée) a débuté le lundi 13 octobre 2014 pour s'achever le vendredi 9 octobre 2015 ;
- la saison 12 (épisodes 2861 à 3120 + 3 longs épisodes en première partie de soirée) a débuté le lundi 12 octobre 2015 pour s'achever le vendredi 7 octobre 2016[12] ;
- la saison 13 (épisodes 3121 à 3385 + 2 longs épisodes en première partie de soirée) a débuté le lundi 10 octobre 2016 pour s'achever le vendredi 13 octobre 2017[12] ;
- la saison 14 (épisodes 3386 à 3640 + 2 longs épisodes en première partie de soirée) a débuté le lundi 16 octobre 2017 pour s'achever le vendredi 5 octobre 2018[12] ;
- la saison 15 (épisodes 3641 à 3900 + 2 longs épisodes en première partie de soirée) a débuté le lundi 8 octobre 2018 pour s'achever le vendredi 4 octobre 2019[12] ;
- la saison 16 (épisodes 3901 à 4100 + 1 long épisode en première partie de soirée) a débuté le lundi 7 octobre 2019 pour s'achever le vendredi 4 septembre 2020[12]. Le tournage a été momentanément interrompu par la pandémie de Covid-19, ce qui a entraîné l'arrêt de la diffusion de la saison entre le 1er mai 2020[14] et le 29 juin 2020[15], en raison du manque d'épisodes inédits (dans l'intervalle, France 3 a rediffusé des épisodes de la saison 11) ;
- la saison 17 (épisodes 4101 à 4350 + 1 long épisode en première partie de soirée) a débuté le lundi 7 septembre 2020 pour s'achever le vendredi 20 août 2021, avec un nouvel habillage à l'écran et un retour à une chronologie normale, intégrant également la Covid-19[16] ;
- la saison 18 (épisodes 4351 à 4665 + 3 longs épisodes en première partie de soirée) a débuté le lundi 23 août 2021 pour s'achever le vendredi 18 novembre 2022[12].

## Production

### Fiche technique

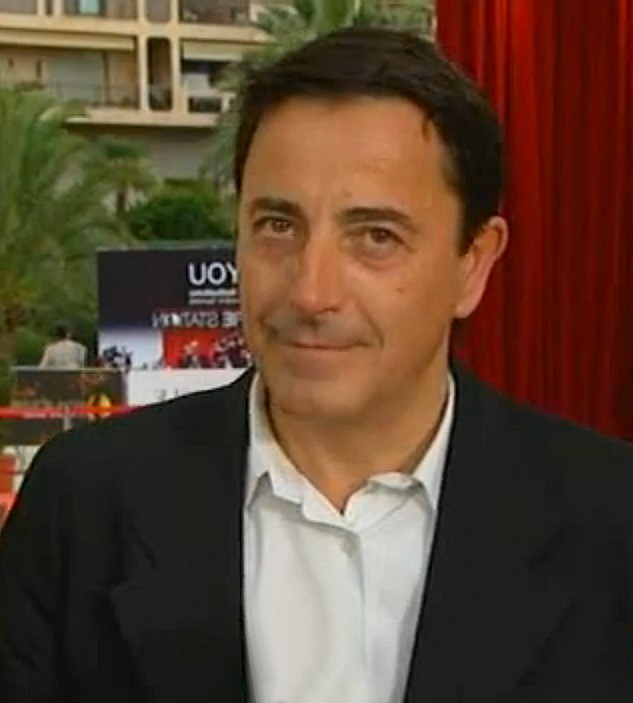
Hubert Besson, producteur.

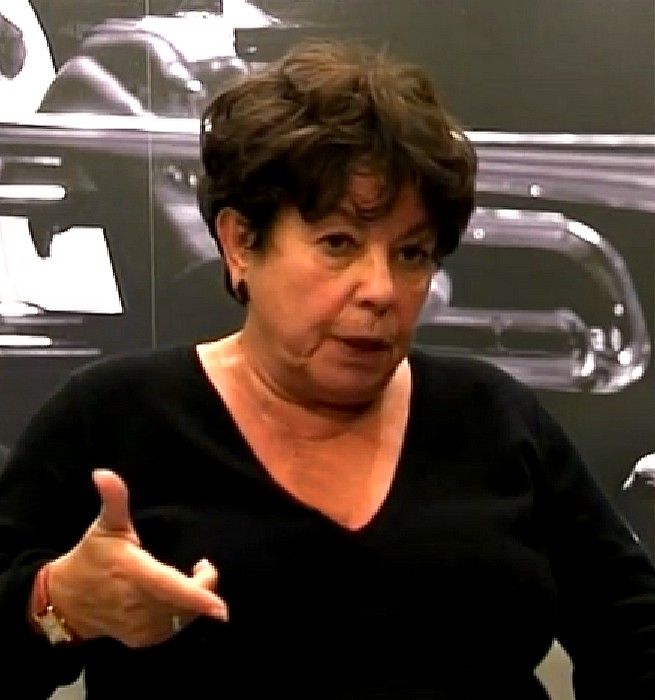
Michelle Podroznik, productrice.

- Acteurs : 7 comédiens principaux dans la dernière saison (17 au début de la série), 1 directeur d'acteurs, plus de 400 rôles distribués sur la région PACA.
- Producteurs : François Charlent (2004-2017), remplacé par Aïssata Sy (2017-2019), Hubert Besson (2004-2017), remplacé par Sébastien Charbit (2017-2019), lui-même remplacé par Géraldine Gendre (2019-2022), Michelle Podroznik (2004-2022) et Claire de La Rochefoucauld (2022), pour Rendez-Vous Production Série et TelFrance (Newen - Groupe TF1), France Télévisions (coproducteur à partir de 2016)[17].
- Réalisateurs : Roger Wielgus (650 épisodes en 2020) - Christophe Reichert - Christophe Andrei - Emmanuelle Dubergey - Philippe Carrese - Christian Guérinel - Bénédicte Delmas - Claire de La Rochefoucauld - Gille Cayatte - Philippe Dajoux - Christian François - Jean Pierre Igoux - Christophe Salakas - Marion Lallier - Jérôme Navarro - Lewis Martin Soucy.
- Directeur de la photographie / Chef Opérateur : Jacques Meynard - Hervé Maury - Terrence Bulley - Jacques Morvant (Studios) - Pierre Benzrihem - Pascal Baillargeau - François Pages (extérieurs) - Marion Rey - Fabrice Moindrot.
- Directeur d'acteurs : Richard Guedj (2004 - 2020), Éliane Gallet (2010 - 2015), Éric Henon (à partir de 2020).
- Scénaristes rédacteurs de la « bible » initiale : Bénédicte Achard, Georges Desmouceaux, Magaly Richard-Serrano, Olivier Szulzynger[18].
- Tournage : au Pôle média de la Belle de Mai à Marseille, 5 jours de tournage pour 5 épisodes par semaine, 60 % de tournage en plateau, 40 % de tournage en extérieur, 2 équipes de réalisateurs : 1 pour l'intérieur, 1 pour l'extérieur, 3 caméras (dont une en steadicam), 80 % du tournage est confié aux équipes de France 3 Marseille, 13 personnes pour la mise en scène, 7 pour l'image, 6 pour le son, 5 pour le maquillage, l'habillage, la coiffure.
- La post-production : 3 monteurs, 1 responsable technique, 2 techniciens, 6 Avid, 1 Pro Tools HD1, 1 stockage partagé Avid Unity reliant les stations de travail.
- L'écriture : 1 directrice littéraire et 1 coordinatrice d’écriture, 17 auteurs répartis en 3 ateliers d’écriture, 1 auteur en permanence sur le tournage. L'une des scénaristes, Karine Lollichon, est connue avant tout pour avoir été actrice dans plusieurs séries d'AB Productions. La cinéaste Rebecca Zlotowski a également travaillé comme scénariste pour le feuilleton, sous le pseudonyme de Razi Herzed[19].
- Budget : environ 27 millions d'euros, soit près de 85 000 euros par épisode.
- Décor : 3 500 m2 exploités sur 6 000, 1 900 m2 de décors extérieurs et intérieurs reconstitués sur 1 100 m2, 400 m2 de décor en plus pour 2008, 3 mois et 13 300 heures de travail, 50 personnes de tout corps de métiers du bâtiment, une main-d’œuvre à 90 % régionale, 2 ensembliers.
- Chaque année, le feuilleton rapportait 43 millions d'euros à France 3. Plus belle la vie représentait 17 % des recettes publicitaires de la chaîne, et le site internet officiel engendrait plus de 150 000 euros de revenus publicitaires.
- Les acteurs gagnaient entre 500 et 1 000 € par jour de tournage. Avec un total de 10 jours minimum sur 20, ils obtenaient donc au mieux 10 000 € par mois (pour un premier rôle)[20] Selon un numéro du magazine Télépoche de juillet 2011, l'actrice la mieux payée de l'équipe était Laëtitia Milot avec 9 000 € par mois, devançant la comédienne Rebecca Hampton[21].
- Diffusion au format 16/9 à partir de septembre 2008[22], d'abord dans un pan and scan 14/9 letterboxé dans une image 4/3, puis à partir du lundi 15 décembre 2008 (épisode no 1111) en 16/9 plein écran[23]. Le 11 mai 2015, une nouvelle étape est franchie avec l'acquisition de caméras CineAlta PMW-F55 pour un rendu visuel proche du cinéma[24].

### Décors et tournage

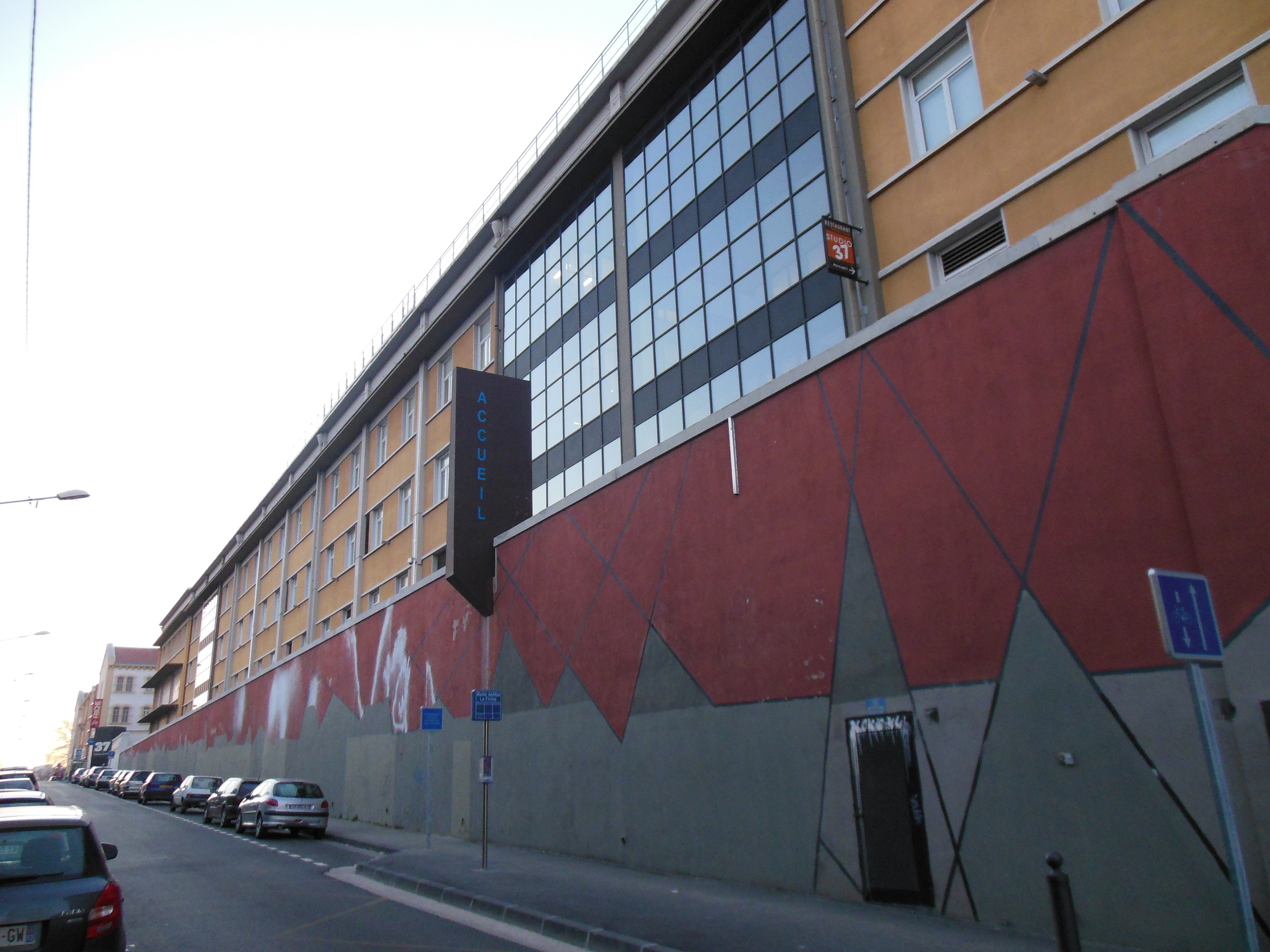
Le Pôle média.

Le décor du Mistral a été imaginé et dessiné par Michel Blaise, puis construit aux studios du Pôle média de la Belle de Mai à Marseille. Les décors forment un quartier urbain dense de 1 100 m2. Le concepteur s'est inspiré du quartier marseillais du Panier. Le titre initialement prévu pour la série était Mistral gagnant.
La vieille ville d'Aubagne est également utilisée pour les tournages,. Dans les premières saisons, le lieu de tournage représentant l'extérieur du lycée Vincent Scotto était en fait situé sur le parvis des services administratifs de l'hôpital de la Conception de Marseille. Le décor du commissariat a quant à lui changé au mois de mai 2008.
Le tournage début le 5 juillet 2004 aux studios de la Belle de Mai. À partir de 2017, les studios de Provence Studios et les sites naturels (parc, plages et abords maritimes) de Martigues font partie des lieux habituels de tournage de la série[réf. nécessaire].
Le tournage d'un épisode nécessite 1 heure et 15 minutes de maquillage pour les femmes, et 45 minutes pour les hommes. Le maquillage est moins lourd pour les scènes extérieures que pour celles enregistrées en studio[réf. souhaitée]. Le tournage des scènes extérieures est souvent perturbé par les vents violents qui frappent le port de Marseille. Trois cadreurs filment simultanément trois angles différents pour la même scène. Le monteur son dispose au montage d'un stock de plus de 500 titres.[réf. nécessaire] Cinq épisodes sont tournés par semaine, avec une avance de six à huit semaines sur la diffusion télévisée.

### Scénario
Les scénarios sont écrits par petits groupes d'auteurs, trois semaines avant le tournage, puis ils sont tournés cinq semaines avant leur diffusion sur écran.
Il n’est pas rare que les scénaristes fassent référence à des sujets qui sont au centre de l’actualité. Ainsi, en plein débat sur la loi du 23 février 2005 (qui prévoyait de mentionner dans les programmes scolaires le rôle positif de la colonisation), la colonisation française et la guerre d'Algérie ont été évoquées par le biais du personnage de Mélanie Rinato. De même, en 2008, le Mistral a été le théâtre d'une affaire d'espionnage où furent évoqués les Jeux olympiques de Pékin et les troubles qui touchent la communauté tibétaine[réf. souhaitée]. En 2011, l'intrigue concernant le médicament fictif Tamiflex fait référence à l'affaire du Mediator et aux effets du Tamiflu, et celle de l'affaire MédiaGaz renvoie au moratoire français d'exploitation du gaz de schiste.[réf. nécessaire]
Comme la plupart des épisodes sont censés mettre en scène le jour de leur diffusion, les scénaristes doivent parfois anticiper l'actualité. Ainsi, dans l'épisode diffusé le 7 mai 2007, au lendemain de l'élection présidentielle française, les personnages évoquent le temps d'une scène l'arrivée à la présidence de Nicolas Sarkozy ; au cas où le candidat élu n'aurait pas été Sarkozy, une autre version de la même scène avait été tournée, évoquant la présidence de Ségolène Royal. Michelle Podroznik a même confié que la production a pris peur avant la fin du premier tour, quand elle a vu François Bayrou remonter dans les sondages. Le même procédé a été utilisé pour l'élection présidentielle de 2012 : pour une scène où les personnages évoquent la victoire de François Hollande, une scène alternative a été tournée, au cas où Nicolas Sarkozy aurait été réélu. Toujours pour rebondir sur l'actualité, une scène où les personnages évoquent l'attentat contre l'hebdomadaire Charlie Hebdo a été écrite et tournée peu après cet événement, pour être intégrée à un épisode diffusé dans les jours suivants. Suivant le même principe, le feuilleton a rendu hommage à différentes personnalités comme Johnny Hallyday, Charles Aznavour, ou encore Bernard Tapie dans les jours ayant suivi leur décès, comme pour les victimes des attaques de mars 2018 dans l'Aude et celles de l'effondrement de plusieurs immeubles à Marseille en novembre 2018. De même, la défaite de l'Olympique de Marseille lors de la finale de la Ligue Europa 2017-2018 le 16 mars 2018 a été évoquée dans l'épisode diffusé le lendemain.

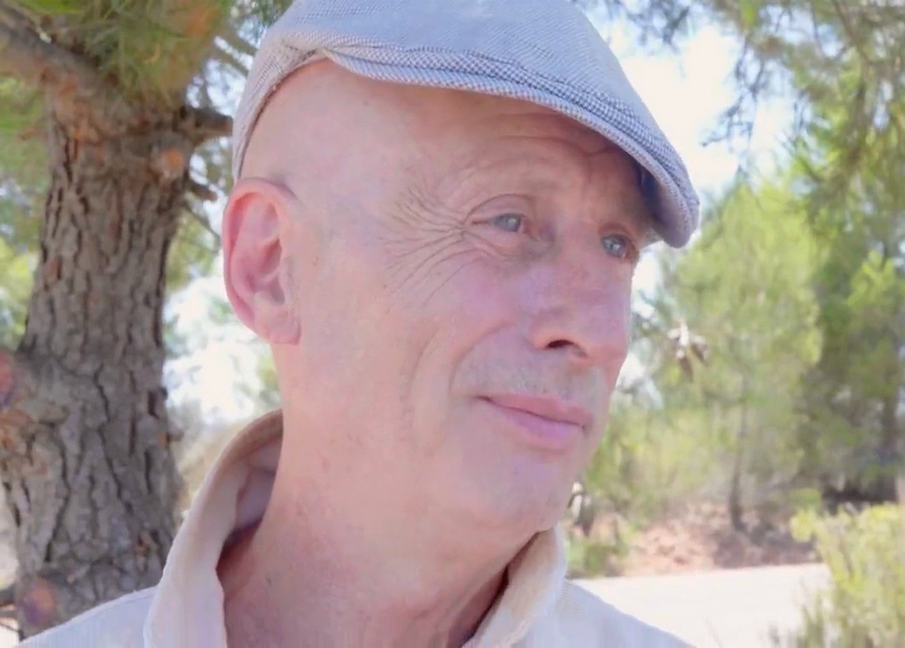
Philippe Granarolo interprète le docteur Livia, dont le nom est tiré de Llívia, enclave espagnole dans les Pyrénées-Orientales.

Le directeur de collection et scénariste Olivier Szulzynger étant originaire de la région des Pyrénées-Orientales, on peut retrouver des noms de villages alentour de Perpignan dans les noms de personnages récurrents ou secondaires (Docteur Livia, Florian Esteve, Jacques Maury, Arnaud Pia, Sébastien Prades, Ève Tresserre, Benoit, Sybille & Raphaël Cassagne, Éva Cabestany, Marc Vernet (le Vernet est aussi un quartier de la ville de Perpignan), Aude Estavar, Michel Tautavel, Pauline Toreille, Philippe Conflans, Kévin Carcassonne (Aude), Gaspard & Michel Espira, Norbert Figuere, Charly et Ulysse Puyvalador, Kevin Bélesta (Pyrénées-Orientales)… De plus la ville de Perpignan est souvent évoquée comme étant la ville d'origine du juge Estève et d'Élodie, sa fille. D'autres personnages ont porté également des noms de village : Pierre Anglade (Gironde), Florent Barjac (Ariège, Gard & Lozère), Henri & Anthony Laroque (Gironde et Hérault) Sophie Libourne (Gironde), Corrine Boissère (Gard), Agnès Revel (Haute-Garonne), Vadim Cazals (Lot & Tarn-et-Garonne), Elsa Bailly (Oise, Yvelines et Haute-Marne), Professeur Servant (Puy-de-Dôme).

### Génériques
À l'origine, le début de chaque épisode de Plus belle la vie est accompagné par un générique instrumental, jusqu'à l'épisode no 210 (17 juin 2005). Ce générique est ensuite complété par des paroles écrites par Yvan Coriat, Carolin Petit, MAM's, Maïdi Roth, et interprétées par la chanteuse Éva. À partir du 11 juillet 2008, à l'occasion du 1000e épisode, une troisième version du générique a fait son apparition ; interprétée par Jessica Flores, elle adopte un style plus rock, tout en gardant les mêmes paroles.
Dans les génériques de début et de fin, on voit passer à l'écran différents lieux et habitants de la ville de Marseille. Dans la période où le générique était en version instrumentale, le générique de fin montrait d'abord un extrait de l'épisode suivant puis la dernière image de l'épisode (représentant un personnage de la série). Du 20 juin 2005 au 13 janvier 2006, le générique de fin est proche de celui du début. La seule différence concerne la fin des paroles.
Du 16 janvier 2006 au 10 août 2007, un nouveau générique de fin fait son apparition : Je pourrais, de nouveau interprété par Éva.
Du 13 août 2007 au 10 juillet 2008, Le soleil me touche, chanson de Maïdi Roth (qui a brièvement joué son propre rôle dans la série) a pris le relais.
À l'occasion du millième épisode (diffusé le 11 juillet 2008), le générique de fin change à nouveau, il s'agit désormais d'une chanson intitulée Un nouveau départ interprétée par Jessica Flores et tirée de Sans limites. Ce générique restera jusqu'en 2020.
Le 26 juin 2012, à l'occasion de l'épisode spécial mettant en scène le retour d'anciens personnages (épisode no 2012), le générique de fin montre les habitants du Mistral en train de faire la fête dans le bar du quartier.
Le 21 juin 2013, l'épisode est entièrement consacré à la Fête de la musique et le générique de fin montre les Mistraliens dansant sur la place, avec la chanson On s'attache de Christophe Maé, chantée par Vincent (Serge Dupire) et Douala (Nadège Beausson-Diagne) pour l'occasion.
Le 12 juillet 2013, le générique de fin est également différent (images et musique) à l'occasion du mariage de Thomas Marci et Gabriel Riva.
Le 7 juillet 2014, le générique de fin montre le coucher du soleil sur la plage où Guillaume Leserman tente de se suicider en s'injectant de la morphine.
Le 14 août 2014, le générique montre Guillaume après avoir appris qu'il n'était en fait pas atteint d'une tumeur au cerveau.
Le producteur Hubert Besson avait annoncé un nouveau générique pour la soirée des 10 ans de la série, ainsi qu'un nouvel habillage, logo compris(voir ci-dessous). Interprété par Pierre Marie, Yohann Bourdin et Ava Peck, il est mis à l'antenne dès le 19 janvier 2015. Les paroles sont les mêmes mis à part le fait qu'il commence par « La vie est plus belle » et qu'il finit par « tellement plus belle » (comme dans l'ancien générique de fin). Le générique de fin, quant à lui, contient les mêmes paroles. Comme au début du feuilleton, il dévoile des extraits du prochain épisode.
Pour les quinze ans de la série, un nouveau générique est annoncé. Le 7 septembre 2020, le générique de début et celui de fin changent : le début montre des personnes de Marseille, il y a cinq génériques différents pour chaque jour de la semaine, et le générique de fin perd sa musique et montre une image de la ville de Marseille et change cinq fois aussi, comme pour le générique de début.

### Identité visuelle

Logo secondaire de Plus belle la vie du 30 août 2004 au 11 juillet 2008.
Logo de Plus belle la vie du 30 août 2004 au 19 janvier 2015.
Logo de Plus belle la vie du 19 janvier 2015 au 4 septembre 2020.
Logo de Plus belle la vie du 7 septembre 2020 au 18 mars 2022.
Logo de Plus belle la vie du 21 mars 2022 au 18 novembre 2022.

## Diffusion et accueil

### Évolution de l'audience du feuilleton en France
Pour laisser le temps à ce programme de trouver un public, France 3 s'était engagé à diffuser cent trente épisodes. Ses débuts furent difficiles (7,1 % de parts d'audience les premières semaines, alors que l'objectif était plus élevé), mais le feuilleton a gagné un million de téléspectateurs en trois mois. Durant cette même période, il a retrouvé les parts de marché des programmes constituant cette case horaire l'année précédente.
En 2008, Plus belle la vie enregistre des records d'audience, tels que le 5 mai 2008 (5 800 000 téléspectateurs) ou encore le 4 novembre suivant (6 640 000 téléspectateurs), sans oublier un nouveau record le 17 novembre 2008 (6 800 000 téléspectateurs et 24,9 % de part de marché). L'épisode du 30 juin 2008 attire 6 000 000 de téléspectateurs et enregistre surtout une part de marché record de 27,8 %. En cette même année 2008, Plus belle la vie diffuse son millième épisode, devenant ainsi la première série française à atteindre ce chiffre. Vincent Meslet, alors directeur des programmes de France 3, se félicite d'avoir créé un nouveau rendez-vous quotidien, à l'heure où le nomadisme télévisuel et le zapping sont rois.
Après une période de tassement, l'audience repart à la hausse à l'approche du prime time diffusé le 17 décembre 2010. Le feuilleton attire plus de 5 700 000 téléspectateurs et 21,1 % du public en moyenne entre le 13 et le 17 décembre 2010, sans oublier le record de la saison le lundi 13 décembre 2010 avec 6 112 000 téléspectateurs et 22,2 % de part de marché et 25,2 % sur les 15-34 ans, la série se plaçant même en tête des audiences toutes chaînes confondues sur cette cible.
Au mois d'avril 2011, les audiences sont toujours très bonnes et menacent même sérieusement pour la première fois celles du journal de 20 heures de TF1 : le mardi 19 avril, à peine 250 000 personnes séparaient TF1 de France 3. Le 12 mai 2011, la série de France 3 arrive momentanément à dépasser Parole directe, l'émission politique de TF1 intégrée à la fin du journal de 20 heures, avec un pic à près de 6 millions de téléspectateurs (même scénario le 16 juin 2011 avec le deuxième numéro de Parole directe, Plus belle la vie s'imposant avec 5,7 millions de personnes).
À la rentrée 2011, la série doit faire face à une concurrence encore plus rude avec le retour de la saison 3 inédite de Scènes de ménages sur M6 (qui bat des records à cinq millions de téléspectateurs) et le changement d'horaire du Petit Journal de Canal+, avancé à 20h05. Cependant, la série confirme un excellent état de santé et rassemble près de 22 % de part d'audience le 31 août. Ce sont surtout les journaux télévisés de TF1 et France 2 qui baissent. L'épisode du lundi 12 décembre 2011 est l'un des records d'audience de la saison 8 : plus de 6 millions de téléspectateurs et 20,6 % du public (France 3 enregistre aussi un faible écart avec le journal de TF1 qui rassemble 22,9 % de part de marché).
Lors du premier trimestre 2012, Plus belle la vie enregistre une audience moyenne de 5,8 millions de fidèles, soit 300 000 téléspectateurs de plus que l'année précédente à la même période. En outre, la diffusion des épisodes est légèrement retardée (autour de 20h18 au lieu de 20h15), ce qui permet à France 3 d'afficher de meilleures audiences qu'à l'accoutumée, notamment à la fin de l'épisode vers 20h40.[réf. nécessaire] Ainsi, l'épisode du 28 mars 2012 a attiré en moyenne 6,2 millions de téléspectateurs (soit moins de 30 000 téléspectateurs d'écart avec le JT de TF1) et a enregistré dans ses dernières minutes (après la fin du JT de TF1) un pic de 7,3 millions de téléspectateurs, ce qui est une audience record pour la série. Un phénomène similaire s'est produit avec l'épisode du 20 novembre 2012, qui a attiré 5,5 millions de téléspectateurs en moyenne avec un pic à 6,5 millions dans ses dernières minutes, ou encore avec l'épisode du 27 novembre 2012, qui a attiré une moyenne de 5,8 millions de téléspectateurs avec un pic à 6,5 millions.
Au mois de mai 2012, Plus belle la vie réalise un phénomène jusqu'alors inédit : l'épisode du vendredi 25 mai parvient à se hisser à la tête des audiences de la tranche horaire. Si le nombre de téléspectateurs n'est pas excellent (vendredi de week-end prolongé), France 3 est la chaîne nationale la plus regardée en moyenne pendant la diffusion de l'épisode avec ses 5 millions de téléspectateurs et 22,1 % de part de marché, devant le journal de 20 heures de TF1. Fort de ce succès, le mardi 5 juin 2012, le feuilleton dépasse à nouveau le JT de 20 heures de TF1 avec 5,8 millions de téléspectateurs pour 22,1 % de part d'audience, c'est la deuxième meilleure part d’audience de la saison,.
Toutefois, au mois de janvier 2013, le feuilleton enregistre une audience moyenne de 5,38 millions de téléspectateurs et 19,7 % de part de marché, ce qui représente une baisse de 290 000 téléspectateurs et 0,6 % de part de marché par rapport à l'année précédente à la même période. En outre, en ce début d'année, le feuilleton n'a pas franchi une seule fois la barre des 6 millions de téléspectateurs, l'épisode le plus regardé ayant été vu par 5,7 millions de personnes.
En septembre 2014, l'audience moyenne de Plus belle la vie est de 4,4 millions de téléspectateurs, soit 18,3 % de part de marché auprès des téléspectateurs de 4 ans et plus, ce qui représente une nette baisse de 400 000 téléspectateurs et de 0,9 % de part de marché par rapport à l'année précédente à la même période. Depuis, le feuilleton a occasionnellement franchi la barre des 5 millions de téléspectateurs, notamment le 18 novembre 2014 (5,14 millions de téléspectateurs, soit 19 % du public, avec un pic à 6 millions de téléspectateurs en fin d'épisode), ou encore le 25 février 2015 (5,60 millions de téléspectateurs et 20,6 % de parts d'audience) et le 26 janvier 2016 (5,10 millions de téléspectateurs et 19,2 % de parts de marché). Malgré la baisse de son audience télévisuelle, Plus belle la vie est, selon une étude Hadopi d'octobre 2015, la série la plus regardée en streaming en France, devant Game of Thrones.
En janvier 2020, le feuilleton réunit en moyenne 3,12 millions de téléspectateurs avec 13,3 % de parts de marché, soit une baisse de plus d'un million de téléspectateurs et de 2,5 % de parts de marché en deux ans, Plus belle la vie ayant désormais une audience inférieure à celle de deux autres feuilletons quotidiens, Demain nous appartient sur TF1 et Un si grand soleil sur France 2.
Cette baisse d'audience se confirme en juin 2021, Plus belle la vie réunissant alors en moyenne 2,74 millions de téléspectateurs avec 12,7 % de parts de marché, soit une audience inférieure à celle de trois autres feuilletons quotidiens : Ici tout commence et Demain nous appartient sur TF1 et Un si grand soleil sur France 2. Du 1er au 29 octobre 2021, Plus belle la vie rassemble en moyenne 2,69 millions de téléspectateurs et 12 % de parts de marché, soit une légère baisse sur un an.
Le 17 février 2022, Le Figaro annonce que le feuilleton de France 3 va prendre fin, pour cause d'audiences en baisse. Dans un premier temps, cette annonce n'est confirmée ni par France Télévisions ni par la ville de Marseille. L'arrêt du feuilleton est finalement acté en mai 2022, lorsque la chaîne France 3 annonce à ses producteurs qu'elle ne renouvellera pas leur contrat pour une nouvelle saison. Les derniers tournages sont annoncés pour septembre 2022 et les dernières diffusions pour novembre de la même année.

#### Épisodes diffusés enprime time
À partir de sa troisième saison, Plus belle la vie fait l'objet d'au moins une diffusion en première partie de soirée chaque année. De 2006 à 2022, 29 émissions spéciales sont proposées en première partie de soirée, soit 55 épisodes au total, sans compter les épisodes réguliers que France 3 diffuse en première partie de soirée lorsque sa grille des programmes est bouleversée par la retransmission d'un évènement sportif (Jeux olympiques, Championnats d'Europe d'athlétisme, Championnats d'Europe de natation).
| Prime time | Date de diffusion             | Titre                             | Audience     | PDA     |
| ---------- | ----------------------------- | --------------------------------- | ------------ | ------- |
| 1          | 26 décembre 2006 (saison 3)   | Spécial Noël                      | 5,6 millions | 22,4 %  |
| 2          | 18 décembre 2007 (saison 4)   | La soirée d'Estelle               | 5,8 millions | 24,1 %  |
| 3          | 18 novembre 2008 (saison 5)   | Le retour de Nicolas              | 6,4 millions | 25,9 %  |
| 4          | 16 juin 2009 (saison 5)       | Du rififi au Mistral              | 5,5 millions | 22,8 %  |
| 5          | 15 décembre 2009 (saison 6)   | Les Filles du désert              | 5,5 millions | 20,1 %  |
| 6          | 1er juillet 2010 (saison 6)   | Cavale au Mistral                 | 5,0 millions | 23,7 %  |
| 7          | 17 décembre 2010 (saison 7)   | Enquêtes parallèles               | 5,2 millions | 19,1 %  |
| 8          | 20 septembre 2011 (saison 7)  | Course contre la montre           | 5,2 millions | 20,4 %  |
| 9          | 21 février 2012 (saison 8)    | Coup de froid aux 4 soleils       | 5,7 millions | 19,9 %  |
| 10         | 25 septembre 2012 (saison 9)  | Coup de feu pour Barbara          | 4,9 millions | 18,3 %  |
| 11         | 12 février 2013 (saison 9)    | Petits Arrangements avec l'amour  | 4,9 millions | 18,4 %  |
| 12         | 17 septembre 2013 (saison 9)  | Nuit Blanche                      | 4,3 millions | 16,3 %  |
| 13         | 15 avril 2014 (saison 10)     | Une vie en Nord                   | 4,4 millions | 17,1 %  |
| 14         | 21 octobre 2014 (saison 11)   | Sur les quais                     | 3,6 millions | 13,5 %  |
| 15         | 19 mai 2015 (saison 11)       | Dette d'honneur                   | 3,4 millions | 13,3 %. |
| 16         | 20 octobre 2015 (saison 12)   | Quand tombent les masques         | 4,7 millions | 17,9 %  |
| 17         | 15 mars 2016 (saison 12)      | Infiltration                      | 3,8 millions | 15,5 %  |
| 18         | 7 juin 2016 (saison 12)       | Dérapages                         | 3,9 millions | 16,1 %  |
| 19         | 20 décembre 2016 (saison 13)  | Si Noël m'était conté             | 4,4 millions | 16,6 %  |
| 20         | 26 septembre 2017 (saison 13) | Naissances                        | 3,8 millions | 15,9 %  |
| 21         | 26 décembre 2017 (saison 14)  | Pour toujours les premiers        | 3,1 millions | 13,3 %  |
| 22         | 3 avril 2018 (saison 14)      | Amours vraies                     | 4,2 millions | 17,1 %  |
| 23         | 15 janvier 2019 (saison 15)   | Secrets                           | 3,5 millions | 15,2 %  |
| 24         | 24 septembre 2019 (saison 15) | Révélations                       | 3,7 millions | 16,5 %  |
| 25         | 24 mars 2020 (saison 16)      | Sans retour                       | 3,4 millions | 13,8 %  |
| 26         | 15 décembre 2020 (saison 17)  | Évasions                          | 3,0 millions | 12,7 %  |
| 27         | 30 novembre 2021 (saison 18)  | Black-Out                         | 2,3 millions | 10,6 %  |
| 28         | 5 juillet 2022 (saison 18)    | Retrouvailles                     | 2,2 millions | 12,1 %  |
| 29         | 18 novembre 2022 (saison 18)  | Sept Mariages pour un enterrement | 2,8 millions | 14 %    |

Légende :
En fond vert = Les meilleurs chiffres d'audiences
En fond rouge = Les moins bons chiffres d'audiences
Initialement, les prime times de Plus belle la vie se présentaient sous la forme d'une suite de trois épisodes de durée habituelle (23 minutes) formant ensemble une histoire complète. La première diffusion en première partie de soirée a lieu au cours de la troisième saison, le 26 décembre 2006 :
|                   | Téléspectateurs | Parts de marché |
| ----------------- | --------------- | --------------- |
| Premier épisode   | 5 662 060       | 22,6 %          |
| Deuxième épisode  | 5 606 600       | 22 %            |
| Troisième épisode | 5 493 880       | 22,6 %          |
| Moyenne           | 5 587 510       | 22,4 %          |

La deuxième diffusion en première partie de soirée a lieu lors de la quatrième saison, le 18 décembre 2007. Ce nouveau prime time, centré sur une intrigue criminelle, rencontre un véritable triomphe et se place même devant TF1, leader sur les 11-14 ans avec 37,7 % de parts d'audience, sur les 15-24 ans avec 36 % et sur le public féminin avec 26,3 % :
| Premier épisode   | 5 611 310 | 22,6 % |
| Deuxième épisode  | 5 838 040 | 21,5 % |
| Troisième épisode | 5 951 400 | 22,6 % |
| Moyenne           | 5 800 000 | 24,1 % |

La troisième soirée spéciale Plus belle la vie a lieu dans la cinquième saison, le 18 novembre 2008, avec pour la première fois quatre épisodes à la suite (et non plus trois). Ce troisième prime time est réalisé par Bénédicte Delmas, actrice et réalisatrice connue avant tout pour son rôle dans la série Sous le soleil. Centré sur le retour d'un personnage qui avait auparavant été laissé pour mort, ce prime time est celui qui a eu la plus forte audience.
| Premier épisode   | 6 600 000 |        |
| Deuxième épisode  | 6 500 000 |        |
| Troisième épisode | 6 300 000 |        |
| Quatrième épisode | 6 200 000 |        |
| Moyenne           | 6 400 000 | 25,9 % |

La quatrième diffusion en prime time a également lieu dans la cinquième saison, le 16 juin 2009. Son titre est Du rififi au Mistral. C'est la première soirée spéciale Plus belle la vie qui ait lieu en période estivale. En outre, c'est le premier prime time qui soit axé non pas sur une intrigue policière, mais sur une intrigue essentiellement humoristique. Une nouvelle fois, c'est un gros succès, avec 33,1 % auprès des 15-24 ans et 29,9 % des 11-14 ans.
| Premier épisode   | 5 460 000 | 23,7 % |
| Deuxième épisode  | 5 660 000 | 23 %   |
| Troisième épisode | 5 400 000 | 22 %   |
| Quatrième épisode | 5 500 000 | 22,6 % |
| Moyenne           | 5 550 000 | 22,8 % |

La cinquième diffusion a lieu lors de la sixième saison, le 15 décembre 2009. Le titre de ce prime time est Les Filles du désert. C'est la première fois que la série est tournée à l'étranger puisque l'action de ces épisodes se situe au Maroc. Ce prime, centré sur l'aspect thriller, permet à France 3 de se classer deuxième des audiences de la soirée.
| Premier épisode   | 5 520 000 | 20,5 % |
| Deuxième épisode  | 5 350 000 | 19,4 % |
| Troisième épisode | 5 640 000 | 19,8 % |
| Quatrième épisode | 5 580 000 | 20,2 % |
| Moyenne           | 5 550 000 | 20,1 % |

La sixième diffusion a lieu lors de la sixième saison, le 1er juillet 2010. Ce prime time, à nouveau réalisé par Bénédicte Delmas, s'intitule Cavale au Mistral. L'action se situe à Marseille. Ce prime time, centré sur l'aspect humoristique, attire 23,7 % des téléspectateurs en moyenne, dont plus d'un tiers des 11-14 ans.
| Premier épisode   | 4 800 000 | 23,8 % |
| Deuxième épisode  | 5 100 000 | 23,3 % |
| Troisième épisode | 5 100 000 | 23,7 % |
| Quatrième épisode | 5 100 000 | 24,1 % |
| Moyenne           | 5 000 000 | 23,7 % |

Le septième prime time, intitulé Enquêtes parallèles, est diffusé (pour la première fois un vendredi) le 17 décembre 2010. Il met en scène une intrigue centrée à la fois sur l'aspect politique et l'aspect thriller, qui se déroule en partie à Bruxelles. Le programme fait face à une rude concurrence, car TF1 diffuse au même moment la finale de Koh-Lanta (qui rassemble plus de 7 millions de téléspectateurs) et M6 sa série hebdomadaire NCIS : Enquêtes spéciales (5,37 millions de téléspectateurs en moyenne). France 3 réalise une belle audience (5 220 000 téléspectateurs en moyenne), en légère hausse par rapport au prime précédent.
| Premier épisode   | 5 000 000 | 19,1 % |
| Deuxième épisode  | 5 000 000 | 17,6 % |
| Troisième épisode | 5 200 000 | 18,7 % |
| Quatrième épisode | 5 200 000 | 19,5 % |
| Moyenne           | 5 220 000 | 19,1 % |

Le huitième prime time, intitulé Course contre la montre, est diffusé le 20 septembre 2011. Il se compose, cette fois-ci, de deux épisodes d'environ 50 minutes chacun. Ayant pour cadre Marseille et ses environs, il met en scène une intrigue policière traitée sur un mode humoristique. France 3 réalise une belle audience, se classant en deuxième position derrière TF1. France 3 réalise sa plus belle audience fiction en prime time de l'année 2011[réf. nécessaire].
| Premier épisode  | 5 220 000 | 20,2 % |
| Deuxième épisode | 5 300 000 | 20,6 % |
| Moyenne          | 5 200 000 | 20,4 % |

Le neuvième prime time, intitulé Coup de froid aux Quatre Soleils, se compose lui aussi de deux épisodes de 52 minutes et est diffusé le 21 février 2012. Ces épisodes ont été tournés en novembre 2011 à Paris, ce qui est une première dans la série. Après la diffusion de ces épisodes, France 3 a diffusé le documentaire Tous au Mistral, qui s'intéresse au succès de la série.
| Premier épisode  | 5 790 000 | 19,7 % |
| Deuxième épisode | 5 560 000 | 20,1 % |
| Moyenne          | 5 675 000 | 19,9 % |
| Tous au Mistral  | 2 860 000 | 17 %   |

Le dixième prime time, intitulé Coup de feu pour Barbara (2x52 minutes), est diffusé le 25 septembre 2012, pour être suivi d'un reportage sur la série intitulé Les Secrets de Barbara et Boher. Ce prime policier, centré sur le personnage de Barbara Évenot, marque le retour de Léo Castelli et Caroline Évenot, les parents de Barbara. La série arrive en deuxième position des audiences de la soirée, derrière Mentalist sur TF1
| Premier épisode  | 4 883 000 | 17,7 % |
| Deuxième épisode | 4 900 000 | 19 %   |
| Moyenne          | 4 891 500 | 18,3 % |
| Les Secrets…     | 2 800 000 | 16,8 % |

Le onzième prime time, Petits Arrangements avec l’amour, est diffusé le mardi 12 février 2013, suivi d'un reportage sur la série intitulé Les Secrets de l'amour au Mistral. Mêlant comédie fantastique et intrigue sentimentale, ce nouveau prime time de deux longs épisodes enregistre une audience légèrement supérieure à celle du précédent, en permettant à France 3 d'arriver en tête des audiences auprès des 4-14 ans (20,6 % de parts de marché), des 15-35 ans et des femmes (21,9 % de parts de marché).
| Premier épisode  | 5 060 000 | 18,1 % |
| Deuxième épisode | 4 900 000 | 18,8 % |
| Moyenne          | 4 980 000 | 18,4 % |
| Les Secrets…     | 2 200 000 | 13,4 % |

Le douzième prime time, Nuit Blanche, est diffusé le mardi 17 septembre 2013 sur France 3, suivi d'un nouveau reportage sur la série, intitulé Les Secrets de famille. Tourné entre le 3 juin 2013 et le 24 juin 2013, ce prime time centré sur une intrigue policière subit la concurrence de la série Mentalist sur TF1, mais aussi du prime time de Scènes de ménages sur M6. Finalement, les deux épisodes de Plus belle la vie ont attiré 4,3 millions de téléspectateurs, avec une part de marché de 16,3 % (18,7 % sur le public féminin), se classant ainsi en deuxième position, loin derrière Mentalist (7,1 millions de téléspectateurs et 27 % de part de marché en moyenne) mais devant Scènes de ménages (3,7 millions de téléspectateurs et 14,7 % de part de marché).
| Premier épisode  |           |        |
| Deuxième épisode |           |        |
| Moyenne          | 4 300 000 | 16,3 % |
| Les Secrets…     | 2 300 000 | 12,2 % |

Le treizième prime time, intitulé Une vie en Nord, est diffusé sur France 3 le mardi 15 avril 2014. Contrairement aux précédents prime times, qui se composaient de plusieurs épisodes, celui-ci est constitué d'un seul et unique long épisode d'environ une heure et demie. L'action se situe dans le Nord, d'où le titre et se focalise sur les personnages de Rudy Torres et Ninon Chaumette (qui avaient quitté la série lors de la saison précédente). Ce prime time humoristique a été conçu comme le pilote d'une éventuelle série dérivée (ou spin-off) de Plus belle la vie, qui aurait pour protagonistes Rudy et Ninon (toutefois, la production a ensuite abandonné l'idée d'en tourner de nouveaux épisodes). Sa diffusion est suivie d'un nouveau reportage en deuxième partie de soirée, intitulé Les Secrets de Rudy et Ninon, se focalisant sur le passé de ces deux personnages. Le prime time attire 4,37 millions de téléspectateurs et 17,1 % de part de marché (permettant à France 3 d'être en tête des audiences auprès des 4-14 ans et des 25-34 ans), tandis que Les Secrets de Rudy et Ninon sont suivis par 2,13 millions de téléspectateurs avec 12,8 % de part de marché.
| Une vie en Nord | 4 370 000 | 17,1 % |
| Les Secrets…    | 2 130 000 | 12,8 % |

Le mardi 21 octobre 2014, à l'occasion d'une soirée spéciale célébrant les dix ans de Plus belle la vie, France 3 lance une nouvelle série policière, intitulée Sur les quais. Il s'agit d'une série dérivée (spin-off) de Plus belle la vie, centrée sur le tandem que forme le policier Jean-Paul Boher, l'un des personnages récurrents de Plus belle la vie, avec Esteban, un personnage créé spécialement pour cette nouvelle série. Deux épisodes de 52 minutes sont diffusés à la suite, chacun racontant une histoire complète, à la différence des prime times habituels de Plus belle la vie, où chaque épisode est la suite du précédent. Le premier épisode, L'Enfant de nulle part, rassemble 3,7 millions de téléspectateurs avec 13,5 % de part d'audience auprès des 4 ans et plus, tandis que le deuxième, Escale mortelle, attire 3,4 millions de téléspectateurs avec 13,4 % de part de marché. Sur l'ensemble de la soirée, Sur les quais attire une moyenne de 3,6 millions de téléspectateurs, permettant à France 3 de se classer en deuxième position des audiences. Les deux épisodes sont suivis d'un documentaire, Les Secrets de Plus belle la vie. Spécial 10 ans, qui rassemble 1,6 million de téléspectateurs, avec 9,6 % de part de marché.
| L'Enfant de nulle part | 3 700 000 | 13,5 % |
| Escale mortelle        | 3 400 000 | 13,4 % |
| Moyenne                | 3 600 000 | 13,5 % |
| Les Secrets...         | 1 500 000 | 9,6 %  |

Le prime time suivant, intitulé Dette d'honneur, se rapproche davantage des prime times habituels de Plus belle la vie. Certes, il reprend les héros de Sur les quais (Boher et Esteban), mais il garde le générique de Plus belle la vie et se compose d'un seul et unique long épisode d'1h35 (comme Une vie en Nord). Ce prime time, dont l'action se déroule en Tunisie, est diffusé le mardi 19 mai 2015 sur France 3. Il rassemble 3 375 000 téléspectateurs, soit 13,3 % de parts de parts de marché, France 3 étant devancée à la fois par TF1 (qui diffuse la série Forever) et par France 2 (avec le magazine Secrets d'histoire).
| Titre           | Téléspectateurs | Parts de marché |
| Dette d'honneur | 3 375 000       | 13,3 %          |

Un nouveau prime time intitulé Quand tombent les masques est diffusé le mardi 20 octobre 2015 sur France 3. Pour la première fois, il est rattaché à l'intrigue principale de la quotidienne, avec toutefois deux intrigues secondaires en parallèle. Il s'agit d'un prime time à la fois policier et humoristique. Comme le prime time précédent, il est composé d'un seul et unique long épisode d'1h35. Il rassemble 4 668 000 téléspectateurs et 17,9 % de parts de marché, un score qui permet à France 3 de se placer deuxième en audience derrière TF1, qui diffuse Mentalist.
| Titre                     | Téléspectateurs | Parts de marché |
| Quand tombent les masques | 4 668 000       | 17,9 %          |

Le prime time suivant, intitulé Infiltration, est diffusé le mardi 15 mars 2016. Il se compose lui aussi d'un seul et unique long épisode et met en scène trois intrigues parallèles. Ce prime time, marqué par le retour d'un des anciens personnages principaux du feuilleton (Léo Castelli), se classe en deuxième position des audiences de la soirée (derrière la série Person of Interest sur TF1), avec 3 827 000 téléspectateurs et 15,5 % de parts de marché, soit une nette baisse d'audience par rapport au prime time précédent, même si France 3 parvient à se classer en tête auprès des 15-24 ans (26 % de parts de marché sur cette cible).
| Titre        | Téléspectateurs | Parts de marché |
| Infiltration | 3 827 000       | 15,5 %          |

Le prime time suivant est diffusé le mardi 7 juin 2016 et s'intitule Dérapages. Mêlant intrigue policière et drame sentimental, il se centre sur le personnage de Guillaume Leserman. Même si son audience n'est que légèrement supérieure à celle du prime time précédent, puisqu'il attire 3 856 000 téléspectateurs et 16,1 % de parts de marché, il permet à France 3 de se classer en première position des audiences de la soirée, devant TF1 qui diffuse la série américaine Les Mystères de Laura (3 483 000 téléspectateurs et 14,3 % de parts de marché).
| Titre     | Téléspectateurs | Parts de marché |
| Dérapages | 3 856 000       | 16,1 %          |

À l'occasion des fêtes de fin d'année, un prime time intitulé Si Noël m'était conté est diffusé le 20 décembre 2016, suivi d'un nouveau reportage sur le feuilleton (Les Secrets de Plus belle la vie - La magie continue). Ce prime time arrive en deuxième position des audiences de la soirée, derrière la télésuite Dix petits nègres, diffusée sur TF1, mais son audience est supérieure à celle du prime time précédent, puisqu'il réunit 4,37 millions de téléspectateurs avec une part de marché de 16,6 %.
| Si Noël m'était conté | 4 370 000 | 16,6 % |
| Les Secrets…          | 2 000 000 | 11,7 % |

Un nouveau prime time, intitulé Naissance, est diffusé le 26 septembre 2017, suivi du reportage Les Secrets de Plus belle la vie. Avec 3,79 millions de téléspectateurs et 15,9 % du public de quatre ans et plus, le feuilleton arrive en deuxième position des audiences de la soirée, non loin derrière le magazine Cash Investigation diffusé sur France 2 (3,81 millions de téléspectateurs et 17,7 % de parts de marché) et devant la série américaine Conviction diffusée sur TF1 (2,77 millions de téléspectateurs et 11,3 % de parts de marché).
| Naissance    | 3 791 000 | 15,9 % |
| Les Secrets… | 1 460 000 | 9,3 %  |

Le prime time du 26 décembre 2017, intitulé Pour toujours les premiers, réunit 3,12 millions de téléspectateurs, avec 13,3 % de part d'audience. France 3 parvient à se classer en deuxième position des audiences de la soirée, derrière TF1, qui diffuse le film Star Wars, épisode III : La Revanche des Sith (4,83 millions de téléspectateurs et 22,8 % de parts de marché).
| Titre                      | Téléspectateurs | Parts de marché |
| Pour toujours les premiers | 3 117 000       | 13,3 %          |

Le prime time du 3 avril 2018, intitulé Amours vraies, réunit 4,28 millions de téléspectateurs, avec 17,1 % de part d'audience. France 3 se classe ainsi en tête des audiences de la soirée, devant TF1, qui diffuse deux épisodes de la série américaine L'Arme fatale (4,1 millions de téléspectateurs et 17,00 % de parts d'audience en moyenne).
| Titre         | Téléspectateurs | Parts de marché |
| Amours vraies | 4 288 000       | 17,1 %          |
| Les Secrets…  | 1 690 000       | 10,4 %          |

Le prime time du 15 janvier 2019, intitulé Secrets, réunit 3,52 millions de téléspectateurs, avec 15,2 % de part d'audience. France 3 se classe en deuxième position des audiences de la soirée, derrière TF1, qui diffuse deux épisodes de la série américaine S.W.A.T. (4,44 millions de téléspectateurs et 19,6 % de parts de marché).
| Titre             | Téléspectateurs | Parts de marché |
| Secrets           | 3 519 000       | 15,2 %          |
| La Force de vivre | 1 150 000       | 8,3 %           |

Le prime time du 24 septembre 2019, intitulé Révélations, réunit 3,66 millions de téléspectateurs, avec 16,5 % de part d'audience. France 3 se classe en première position des audiences de la soirée, devant TF1, qui diffuse deux épisodes de la série américaine S.W.A.T. (3,33 millions de téléspectateurs et 15,4 % de parts de marché).
| Titre       | Téléspectateurs | Parts de marché |
| Révélations | 3 656 000       | 16,5 %          |

Le prime time du 24 mars 2020, intitulé Sans retour, réunit 3,45 millions de téléspectateurs, avec 13,8 % de part d'audience. France 3 se classe en troisième position des audiences de la soirée, derrière M6 et TF1, qui diffusent respectivement Astérix : Le Domaine des dieux en hommage à Albert Uderzo, décédé quelques heures auparavant (3,8 millions de téléspectateurs et 14,9 % de parts de marché), et deux épisodes de la série américaine Prodigal Son (3,52 millions de téléspectateurs et 14 % de parts de marché).
| Titre              | Téléspectateurs | Parts de marché |
| Sans retour        | 3 452 000       | 13,8 %          |
| A bas les préjugés | 1 200 000       | 9 %             |

Le prime time du 15 décembre 2020, intitulé Évasions, réunit 3,01 millions de téléspectateurs et 12,7 % de parts de marché. France 3 arrive en troisième position des audiences de la soirée, derrière M6 et France 2, qui diffusent respectivement La France a un incroyable talent (4,03 millions de téléspectateurs et 20,3 % de parts de marché) et la pièce de théâtre Le Canard à l'orange (3,38 millions de téléspectateurs et 15,3 % de parts de marché), mais devant TF1, qui rediffuse le film Retour vers le futur 2 (2,66 millions de téléspectateurs et 11,9 % de parts de marché).
| Titre    | Téléspectateurs | Parts de marché |
| Évasions | 3 010 000       | 12,7 %          |

Le prime time du 30 novembre 2021, intitulé Black-Out, réunit 2,29 millions de téléspectateurs et 10,6 % de parts de marché sur les 4 ans et plus. France 3 arrive en deuxième position des audiences, derrière TF1, qui diffuse Koh-Lanta (3,88 millions de téléspectateurs et 20,9 % de parts de marché).
| Titre                            | Téléspectateurs | Parts de marché |
| Black-Out                        | 2 290 000       | 10,6 %          |
| Les Secrets de Plus belle la vie | ?               | ?               |

Le prime time du 5 juillet 2022, intitulé Retrouvailles, rassemble 2,18 millions de téléspectateurs et 12,1 % de parts de marché. Le feuilleton arrive en troisième position des audiences, derrière le film Harry Potter et le Prince de sang-mêlé sur TF1 (2,67 millions de téléspectateurs et 17,4 % de parts de marché) et le téléfilm Amis d’enfance sur France 2 (2,29 millions de téléspectateurs et 12,7% de parts de marché).
| Titre                                                            | Téléspectateurs | Parts de marché |
| Retrouvailles                                                    | 2 180 000       | 12,1 %          |
| Dans les secrets de Plus belle la vie : coulisses et confidences | 871 000         | 7,7 %           |

Le prime time du 18 novembre 2022, intitulé Sept Mariages pour un enterrement, sert de conclusion au feuilleton. Il rassemble 2,80 millions de téléspectateurs et 14 % de parts de marché, arrivant ainsi en deuxième position des audiences, derrière la cérémonie des NRJ Music Awards 2022 sur TF1 (3,54 millions de téléspectateurs et 17,6 % de parts de marché).
| Titre                                   | Téléspectateurs | Parts de marché |
| Sept Mariages pour un enterrement       | 2 796 000       | 14 %            |
| La Grande Aventure de Plus belle la vie | 1 910 000       | 15,2 %          |

### Récaptitulatif des documentaires
Dix-huit documentaires ont été proposés, soit après les épisodes diffusés en prime-time ou dans d'autres cases horaires sur France 3 en marge de la série.
| Documentaire | Date de diffusion | Titre                                               |
| ------------ | ----------------- | --------------------------------------------------- |
| 1            | 4 août 2006       | La vie plus belle... de l'intérieur                 |
| 2            | 21 février 2012   | Tous au Mistral !                                   |
| 3            | 25 septembre 2012 | Les secrets de Barbara et Boher                     |
| 4            | 12 février 2013   | Les secrets de l'amour au Mistral                   |
| 5            | 14 juin 2013      | Plus belle la ville                                 |
| 6            | 17 septembre 2013 | Les secrets de la famille Marci                     |
| 7            | 15 avril 2014     | Les secrets de Rudy et Ninon                        |
| 8            | 21 octobre 2014   | Les secrets de Plus belle la vie, spécial 10 ans    |
| 9            | 20 décembre 2016  | Les secrets de Plus belle la vie, la magie continue |
| 10           | 26 septembre 2017 | Les secrets de Plus belle la vie, les bébés-couples |
| 11           | 3 avril 2018      | L'urgence d'une nouvelle vie                        |
| 12           | 15 janvier 2019   | La force de vivre                                   |
| 13           | 24 septembre 2019 | La vie d'après                                      |
| 14           | 24 mars 2020      | A bas les préjugés                                  |
| 15           | 15 décembre 2020  | Vies cachées, vies volées                           |
| 16           | 30 novembre 2021  | Ensemble on est plus forts                          |
| 17           | 5 juillet 2022    | Coulisses et confidences                            |
| 18           | 18 novembre 2022  | La grande aventure de "Plus belle la vie"           |

### Rediffusions
- En 2008 et 2009, la série a été rediffusée sur Gulli et sur June. Elle a également été rediffusée sur Série Club à partir du 25 février 2012.
- France 4 a diffusé les saisons 4 à 8 du 5 janvier 2009 à août 2013 avec un succès modéré, affichant en moyenne 100 000 téléspectateurs[124],[125]. Plus tard, France 4 a rediffusé des épisodes de la saison 8 en pleine nuit tous les jours à partir de janvier 2019.
- La chaîne France 3 Corse a rediffusé les saisons 2, 3 et 4 du lundi au vendredi à 13 h 35 jusqu'au lundi 25 juin 2012, puis les saisons 10 à 14 de 2015 à 2019.
- France Ô rediffuse la série en 2014 et 2015 avec des résultats modestes, réunissant environ 40 000 téléspectateurs soit 0,6 % d'audience. Ces scores sont néanmoins jugés corrects, compte tenu de l'audience de la chaine[126].
- Entre 2021 et 2022, les deux premières saisons sont rediffusées sur Molotov TV. En 2022, puis en 2024, la série a sa propre chaîne 24/24H sur la plateforme gratuite Pluto TV qui diffuse les quatre premières saisons de la série[127].
- Chérie 25 rediffuse du 13 mars 2023 au 13 mars 2024 la saison 9 à partir de l'épisode 2081 et la saison 10. Lors de la première semaine, la série atteint une faible audience, qui reste néanmoins supérieure à la série qui la précédait (1,1 % d'audience)[128]. Au fur et à mesure des mois, l'audience progresse et affiche de bons scores sur les cibles commerciales[129] en atteignant en moyenne 100 000 téléspectateurs chaque jour.
- Depuis le 17 avril 2023, les saisons 1 à 6 (2004-2010) et la saison 16 (2019-2020) sont progressivement diffusées sur la plateforme YouTube, à raison de 10 épisodes par semaine[130].
- A l'occasion de l'arrivée de Plus belle la vie, encore plus belle sur TF1, la plateforme gratuite TF1+ propose du 20 décembre 2023 au 20 décembre 2024  une sélection d'épisodes de la saison 9 (2012-2013), de la saison 13 (2016-2017), de la saison 14 (2017-2018), de la saison 15 (2018-2019), de la saison 17 (2020-2021), la saison 18 (2021-2022).
- Depuis octobre 2024, la plateforme Prime Video met en ligne les 29 téléfilms diffusés en prime time entre 2006 et 2022.
- Depuis le 24 janvier 2025, l'intégralité des 18 saisons (2004-2022), soit 4 665 épisodes, est mise en ligne gratuitement sur TF1+[131].

### Diffusion hors de France
En plus de la France, Plus belle la vie est également diffusé en :
- Belgique sur Tipik à 13 h 30 avec une rediffusion vers 17 h puis 13 h le lendemain (diffusion avec un épisode d'avance sur France 3)[132] ;
- Suisse sur RTS Un à 12 h 10 avec une rediffusion à 18 h 25 à partir du 24 août 2009 (avec un épisode d'avance sur France 3)[133] ;
- Finlande (sous le titre Mistralin tuulet) sur YLE TV2 du mardi au vendredi à 18 h 25 ;
- Estonie ;
- Bosnie-Herzégovine sur BHT 1 ;
- Serbie ;
- Italie (Bella è la vita) sur Rete 4, supprimé faute d'audience après quelques mois de diffusion ;
- Croatie ;
- Europe sur TV5 Monde Europe à 10 h 30 GMT (ce signal est différent de celui diffusé en France, Belgique et Suisse) ;
- États-Unis sur TV5 Monde et dans Bonjour America TV ;
- Canada sur Saint-Pierre et Miquelon La Première du lundi au vendredi à 17 h 15 (heure du Québec) et en rediffusion sur TV5 Québec Canada du lundi au vendredi avec deux épisodes, à 16 h et 16 h 30 (aucun métrage de prime time n'est diffusé, ce qui entraîne des coupures scénaristiques occasionnelles jusqu'au début 2016, date à partir de laquelle les prime times sont diffusés sous forme épisodique) ;
- au Maghreb sur Nessma et TV5 Monde ;
- et dans le reste du monde sur certains signaux de TV5 Monde : Afrique, Amérique Latine, Asie et Orient.

### Critiques et polémiques
Dans un article du Monde diplomatique, Mathias Roux estime que le feuilleton aborde des sujets de société comme le racisme ou l'homosexualité « en évitant bien souvent la facilité, le racolage et la posture du donneur de leçons ». En outre, le journaliste évoque « une direction d’acteurs exigeante », qui selon lui « évite aux interprètes de s’enfermer dans une personnalité monolithique ». A contrario, un article de Libération ironise sur la qualité de l'interprétation, mais qualifie également le feuilleton d'« addictif », ajoutant que « le soap gnangnan du début a aussi su évoluer, n’hésitant plus à se lancer dans des intrigues machiavéliques et des rebondissements imprévisibles ».
Toujours dans Le Monde diplomatique, Mathias Roux déplore la fréquence des affaires d'homicide dans les scénarios et juge que « la chronique de quartier évolue tous les jours davantage vers la banale série policière », au détriment de la vraisemblance et de l'identification aux personnages. Un article du quotidien britannique The Independent ironise également sur les très nombreuses intrigues criminelles du feuilleton et sur le fait que la plupart des personnages n'ont pas l'accent marseillais ; le journal estime ainsi que la série s'est détournée du « réalisme social » de ses débuts pour adopter un « réalisme de façade », en mettant en scène « des gens apparemment ordinaires qui mènent une vie extraordinaire ».
En mars 2014, la Mission interministérielle de lutte contre la drogue et la toxicomanie saisit le CSA, au sujet d'une scène du feuilleton dans laquelle le personnage de Thomas explique à sa belle-mère comment rouler un joint, démonstration à l'appui. Finalement, le CSA décide de ne pas sanctionner France 3, estimant que la séquence incriminée, loin de faire l'apologie du cannabis, « s'inscrivait dans un processus narratif permettant, à l'issue de l'épisode diffusé le 6 mars, de souligner les effets négatifs du cannabis ».
En mai 2015, une scène de triolisme impliquant l'utilisation de poppers provoque des réactions indignées sur les réseaux sociaux, réactions similaires en janvier 2016 lorsque le feuilleton met en scène une relation incestueuse entre un jeune homme et sa demi-sœur (ceux-ci ignorant cependant leur lien de parenté). En février 2016, France 3 diffuse un épisode dans lequel l'un des personnages récurrents, Coralie, est victime d'un viol. Ce n'est pas la scène en elle-même qui provoque la polémique, mais un tweet publié sur le compte Twitter officiel du feuilleton, proposant aux téléspectateurs un sondage sur cette scène : l'une des réponses proposées, « Coralie l'a cherché », suscite de nombreux tweets indignés, conduisant la production à présenter ses excuses aux internautes.
Le Parisien s'interroge pour savoir si la série est « de gauche ». Selon l'universitaire Muriel Mille, auteur d'une thèse sur le feuilleton, la plupart des scénaristes de Plus belle la vie qu'elle a rencontrés étaient de gauche, ce qui expliquerait leur difficulté pour mettre en scène des débats « en faisant endosser à leurs personnages des points de vue contradictoires ».
En 2018, la sociologue des médias Karine Espineira estime que l'arrivée du personnage de Dimitri est « un tournant sur la visibilité de la transidentité » même si celle-ci reste traitée « sous l’angle de l’explication de texte ». Le média suisse Blick estime pour sa part, dans un article de 2022, que le feuilleton « a contribué à modifier les représentations sur le petit écran » pour de nombreux sujets, notamment celui de l'homosexualité.

### Nominations et récompenses
| Année | Cérémonie ou récompense      | Catégorie                                  | Nommé(s)       | Résultat   |
| ----- | ---------------------------- | ------------------------------------------ | -------------- | ---------- |
| 2006  | Trophées Jeunes Talents 2006 | Jeune comédien(ne) télévision              | Aurélie Vaneck | Nomination |
| 2007  | Festival de la fiction TV    | Prix du public/TV Hebdo - Catégorie Séries |                | Lauréat    |
| 2008  | Trophées Jeunes Talents      | Jeune comédien(ne) télévision              | Dounia Coesens | Lauréat    |
| 2009  | Moustique d'Or               | Meilleure Fiction Francophone              |                | Lauréat    |
| 2009  | Globes de cristal            | Meilleur Téléfilm / Série Télévisée        |                | Nomination |

### Concurrence
Dès 2008, TF1 diffuse un feuilleton quotidien intitulé Seconde Chance, mettant en scène les mésaventures d'une mère au foyer divorcée contrainte de se lancer dans le monde du travail. TF1 a consacré à la réalisation de cette série 28 millions d'euros. Finalement, Seconde Chance n'a pas le succès escompté et sa diffusion est arrêtée en avril 2009. Il faudra attendre 2017 pour que TF1 lance un nouveau soap opera quotidien, avec Demain nous appartient, là encore diffusé à un autre horaire que Plus belle la vie (19 h 20).
France 2 diffuse à partir du 28 janvier 2008 le feuilleton Cinq Sœurs, qui est finalement arrêté faute d'audience.
M6 diffuse pendant l'été 2008 au même horaire que Plus belle la vie, un feuilleton quotidien intitulé Pas de secrets entre nous. Faute d'audience, le feuilleton est déprogrammé en début d'après-midi, avant d'être arrêté au bout de  80 épisodes.
M6 renouvelle l'expérience du feuilleton quotidien en 2009 avec Paris 16e. Lors de son premier épisode le lundi 9 mars 2009, le feuilleton rassemble moins de 500 000 téléspectateurs. Sa diffusion est interrompue au bout de 80 épisodes.
Par la suite, M6 lance la série humoristique Scènes de ménages, diffusée au même horaire que Plus belle la vie et qui en devient un concurrent direct.
La menace éventuelle que représenterait Plus belle la vie pour l'audience des JT de TF1 et France 2 a été pointée du doigt par Jean-Claude Dassier, alors directeur de l'information de TF1 : « Mais est-ce vraiment la vocation du service public de torpiller l'information, et notamment son propre JT sur France 2 ? En tant que citoyen, je m'interroge. Nous essayons d'informer les gens sur la situation. C'est notre mission ainsi que celle du service public. Je dis simplement qu'avancer Plus belle la vie à 20 h 10, ce n'est pas rendre service à l'information ». Vincent Meslet, directeur des programmes de France 3 à l'époque, a ironisé sur ce point en répondant : « J'imagine que pour arranger TF1, il aurait mieux valu programmer Plus belle la vie à 2 heures du matin et en anglais ».
À partir d'août 2018, France 2 diffuse le feuilleton quotidien Un si grand soleil, qui commence à 20 heures 40, à l'heure où Plus belle la vie se termine. Tout comme Demain nous appartient, le feuilleton quotidien de TF1 diffusé à 19 h 20, Un si grand soleil finira par dépasser Plus belle la vie en audience.
À l'automne 2020, TF1 lance un nouveau feuilleton quotidien intitulé Ici tout commence, diffusé à 18 h 30.

## Produits dérivés
La popularité de Plus belle la vie entraîne l'exploitation de produits dérivés. Des tee-shirts, pin's, mugs, et autres casquettes aux couleurs de Plus belle la vie sont de rigueur pour les fans absolus.
Ces produits dérivés sont notamment en vente dans une boutique électronique, sur le site de France 3 ; à l'occasion du 1000e épisode, une boutique a également été inaugurée à Marseille au 56 rue Sainte-Françoise, située à l'angle de la rue du Panier et donnant également sur la place des Treize-Cantons en face du bar qui a servi de modèle à celui de Roland Marci. Elle ferme cependant définitivement ses portes au cours de l'été 2014. La série apporterait 100 000 touristes à Marseille chaque année, selon la ville.

### DVD
- Le feuilleton a fait l'objet d'un magazine mensuel paraissant en kiosque tous les premiers mercredis du mois, accompagné d'un DVD comprenant 10 épisodes de la série et un bonus racontant des anecdotes de tournage. Au total, 58 numéros soit 580 épisodes (jusqu'à la saison 3) ont été commercialisés. Ce mensuel a cessé de paraître début décembre 2010 et la suite de la saison 3 pourrait sortir sous une autre forme (VOD, coffrets...).
- Des coffrets DVD sont également à la vente. Chaque coffret comprend 5 DVD de 6 épisodes (soit 30 épisodes par coffret). À ce jour, 20 coffrets soit 600 épisodes (jusqu'à la saison 3) ont été commercialisés. La sortie des coffrets s'est arrêtée après le volume 20.

### Musique
- Un album intitulé Plus belle la vie a été commercialisé. Cet album reprend le générique de début de la série chanté par Éva.
- 3 CD 2 titres de la série ont été également commercialisés : 2 extraits de l'album chanté par Éva (Plus belle la vie, le générique de début de 2005 à 2008 et Je pourrais, le générique de fin de 2006 à 2007) et 1 single extrait du 3e album de Maïdi Roth intitulé Un peu plus que moi (Le soleil me touche, le générique de fin de 2007 à 2008).

### Livres

#### Romans
- Plusieurs romans adaptés du feuilleton ont été rédigés par Claude Lambesc, l'un des scénaristes, et sont édités (pour l'édition originale) par les éditions Le Tigre bleu, dans la collection « Plus belle la vie » :

1. Les Secrets du Mistral, Paris, le Tigre bleu / Telfrance, novembre 2005, 219 p. (ISBN 2-916289-00-3)
2. Le Corbeau du Mistral, Paris, le Tigre bleu / Telfrance, mars 2006, 219 p. (ISBN 2-916289-01-1) : intrigue Docteur Livia / Charlotte Le Bihac (saison 1)
3. Le Trésor du Mistral, Paris, le Tigre bleu / Telfrance, juin 2006, 209 p. (ISBN 2-916289-02-X) : intrigue Éva Cabestany / Guillaume Leserman (saison 1)
4. La Fiancée du Mistral, Paris, le Tigre bleu / Telfrance, janvier 2007, 209 p. (ISBN 978-2-916289-03-8) : intrigue Mélanie Rinato / Anthony Laroque (saison 2)
5. L'Inconnu du Mistral, Paris, le Tigre bleu / Telfrance, mai 2007, 196 p. (ISBN 978-2-916289-04-5) : intrigue Marc Vernet / Ninon Chaumette (saison 2)
6. Les Mensonges du Mistral, Paris, le Tigre bleu / Telfrance, octobre 2007, 194 p. (ISBN 978-2-916289-05-2) : intrigue Hélène Cantorel / Nathan Leserman (saison 3)
7. La Vengeance du Mistral, Paris, le Tigre bleu / Telfrance, mars 2008, 185 p. (ISBN 978-2-916289-07-6) : intrigue Franck Ruiz / M13 (saison 3)
8. Vincent, Une nouvelle vie, août 2008, 181 p. (ISBN 978-2-916289-08-3) : intrigue Vincent Chaumette / Tamara Kobosa (saison 4)

Ces romans ont aussi été repris par les éditions Fleuve noir (les 4 premiers tomes parus en mars 2008 et les 2 suivants en mars 2009) et les éditions Pocket Jeunesse (les 2 premiers tomes parus en mars 2008).
- Une autre série de romans a été commercialisée. Cette série de romans, également de Claude Lambesc, a pour but de raconter le passé (fin du XXe siècle) du quartier du Mistral.

1. Mistral années 1970, vol. 1 : Charles et Roland, Paris, le Tigre bleu / Telfrance, juin 2009, 188 p. (ISBN 978-2-916289-11-3) : intrigue sur le passé des personnages de Roland Marci et Charles Frémont.

- Une série de romans junior, éditée chez Le Tigre bleu et destinée à la jeunesse (à partir de 9 ans), narre le passé des jeunes personnages du feuilleton. Ces romans écrits par Renaud Lhardy et illustrés par Vivilablonde ont été commercialisés à partir du mois d'octobre 2009 :

1. Les Mésaventures de Nathan, octobre 2009, 96 p. (ISBN 978-2-916289-13-7) : intrigue sur le passé du personnage de Nathan Leserman.
2. Sybille et Raphaël : Le Tournant, Paris, Tigre bleu, octobre 2009, 96 p. (ISBN 978-2-916289-14-4) : intrigue sur le passé des personnages de Raphaël Cassagne et Sybille Cassagne.
3. Le Grand Saut de Johanna, Paris, Tigre bleu, octobre 2009, 96 p. (ISBN 978-2-916289-15-1) : intrigue sur le passé du personnage de Johanna Marci.

- Il existe également un roman interactif, La Prophétie du Mistral (aux éditions Comédia), disponible sur commande. Le lecteur qui commande l'ouvrage doit lui-même choisir à l'avance plusieurs éléments de l'histoire (caractéristiques physiques et morales du personnage principal, ses interactions avec les personnages de la série, etc.)[156].
- Plusieurs romans ont été écrits par Juliette Keller sous le pseudonyme de Blanche Marci — nom de l'une des héroïnes du feuilleton, qui exerce l'activité d'écrivain à ses heures perdues. La publication d'un roman sous le nom de plume d'un personnage fictif est une technique marketing qui avait déjà été utilisée auparavant pour certaines séries américaines comme Castle ou Californication[157]. À ce jour, quatre romans adaptés du feuilleton et prétendument écrits par Blanche Marci ont été publiés aux éditions Comédia[158] et aux éditions Le Tigre bleu[159]:

1. Lettre à Johanna, novembre 2011, 160 p. (ISBN 978-2-916289-33-5, lire en ligne), roman présenté comme un récit autobiographique dans lequel Blanche raconte ses relations de plus en plus difficiles avec sa fille, Johanna ;
2. Charly, octobre 2012, 185 p. (ISBN 978-2-916289-36-6 et 2-916289-36-4), roman également présenté comme un récit autobiographique, dans lequel Blanche raconte sa relation avec un autre personnage, Charly Puyvalador ;
3. Patrick, Le Secret des origines, novembre 2013, 160 p. (ISBN 978-2-916289-40-3 et 2-916289-40-2), roman présenté à l'instar des deux précédents comme une œuvre de Blanche Marci, mais qui adopte ici le point de vue d'un autre personnage du feuilleton, Babeth Nebout ;
4. Retour à Marseille, Paris, le Tigre bleu, novembre 2014, 192 p. (ISBN 978-2-916289-41-0), roman faisant suite à Patrick, Le Secret des origines (intrigue sur la famille Soriani / Nebout).

- En juillet 2015 est publié un roman rédigé par Camille Saint-Just, centré sur le personnage de Wendy Lesage, aux éditions Hugo Roman (collection New Romance)[160] :

1. La Tentation de Wendy, juillet 2015, 400 p. (ISBN 978-2-7556-1843-3 et 2-7556-1843-4)

#### Bande dessinée
Deux albums de bande dessinée (scénario de Janhel et dessin de Jean-Michel Ponzio) sont également commercialisés en 2009 et 2011 chez Vents d'Ouest :
1. le premier tome, Mémoires brûlées, sort en mai 2009[162].
2. le second tome, Un jumeau pour la vie, parait en novembre 2011[163].

#### Livres documentaires
Un livre documentaire, intitulé Le Livre d'or, a été publié en octobre 2007. Il est écrit par Isabelle Morini-Bosc, journaliste chroniqueuse sur le thème de la télévision, avec la collaboration de Rémi Castillo :
- Le Livre d'or, Paris, le Tigre bleu / Telfrance série, octobre 2007, 144 p. (ISBN 978-2-916289-06-9)

Un livre documentaire sur les comédiens écrit par Rémi Castillo a été publié en novembre 2008 :
- Plus belle la vie : Les comédiens, novembre 2008, 144 p. (ISBN 978-2-916289-09-0)

Un livre de recettes de cuisine, édité chez Marabout et écrit collectivement, a également été publié :
- Les Recettes du Mistral : 80 recettes de cuisine du quartier, Paris, Marabout, août 2009, 165 p. (ISBN 978-2-501-06214-5)
- Le guide officiel de Plus belle la vie, 15 novembre 2012, 168 p.

### Jeux

#### Jeu de société
Un jeu de société a été mis sur le marché en octobre 2007. Il est conçu par Pascal Bernard, édité par Week-End Games, et distribué par Asmodée. Il est actuellement disponible à la vente au prix de 35 €. De plus, certaines boîtes contiennent des bulletins pour devenir figurant dans la série.

#### Jeux vidéo
- Sur Nintendo DS
  - Sortie et présentation au centre Bourse à Marseille le 24 novembre 2008 du jeu vidéo Plus belle la vie sur Nintendo DS, intitulé Le Secret du Dr Livia (prix : 39,90 €). Le jeu est édité par Mindscape[165].
  - Un second jeu vidéo de Plus belle la vie pour Nintendo DS a été commercialisé. Ce second volet est intitulé Le Mystérieux Passé de Vincent.
- Sur les téléphones mobiles
  - Le 23 janvier 2009, le jeu Plus belle la vie, développé par le studio C4MProd et édité par Glu Mobile, est sorti sur téléphones mobiles et iOS.
  - L'éditeur sort un jeu Plus belle la vie 2 sur iOS en 2010.

### Internet

#### Plus belle la life
À partir du 11 juillet 2008, à l'occasion de la diffusion du 1000e épisode, le producteur Telfrance propose sur son site officiel une nouvelle déclinaison de la série : un monde virtuel dénommé Plus belle la life (« life » signifie « vie » en anglais). Telfrance a fait appel à Taatu, une société belge, pour développer ce site similaire à Habbo Hotel. Chaque fan peut ainsi créer son propre avatar et son appartement, se promener 24h/24 dans les lieux du Mistral et discuter avec d'autres fans. Des événements sont également organisés, tels qu'une chasse au trésor, ou encore des fêtes sur la place du Mistral chaque samedi dès 18 heures.
Il y a en tout 300 500 inscrits.
Ce monde virtuel n'est plus actualisé depuis 2010. Toujours ouvert à tous et à toutes, il est cependant laissé à l'abandon avant de fermer définitivement ses portes en 2013.

#### Web-séries et épisodes hors-série
En 2015, une série d'épisodes intitulée Plus belle la vie, Ensemble est proposée sur les antennes de France Télévisions et sur france.tv afin de sensibiliser autour du handicap :
1. La petite voix
2. Le circuit
3. Les goûts et les couleurs
4. Parcours du combattant
5. Voir en grand
6. Le bon investissement
7. L'ami de Noé
8. À côté des autres
9. Entendre pour mieux voir
10. Leçon de vie
11. Partager l'information
12. Le Yoyo
13. Après vous
14. Vu à la télé
15. Bienvenue Goran!
16. Pas besoin de mots pour se comprendre
17. Pour trouver le chemin
18. En équilibre
19. Tout parle !
20. Ouvrir les yeux!

À partir de 2019, des épisodes inédits dédiés au web sont proposés en parallèle des épisodes quotidiens à travers des web-séries :
1. Appelez-moi Antoine Bommel (6 épisodes, 2018)
2. Mouss, sa vie d'avant (3 épisodes, 2019)[169]
3. Jimmy Moon cherche l'amour à la TV (3 épisodes, 2021)

Parallèlement, des épisodes audio produits entre 2019 et 2021 (23 épisodes) complètent les quotidiennes :
1. L'accident de Luna
2. L'opération de Luna
3. Victoire, une romance au bout du monde
4. Coup de gueule de Mouss
5. Prisonniers
6. Amour Interdit
7. Ce n'est pas une blague
8. Escape Game
9. Interrogatoire Musclé
10. Le Noel de Vincent et Céline
11. Perdu en pleine mer
12. La folle déclaration de Luna !
13. Le calvaire d'Elsa
14. Boher, star de cabaret
15. Le fantôme de Sabrina
16. De la haine à l'amour
17. Le secret de Barbara
18. Céline, working girl à bout
19. Hadrien apprend la mort de Samia
20. Avis de tempête!
21. Les folles aventures de Babeth et Patrick aux Canaries
22. Le naufrage du voilier GTS!
23. Léa & Jean-Paul préparent l'accouchement

Plusieurs semaines après l'arrêt de la série, un épisode hors-série est proposé sur france.tv et YouTube le 3 décembre 2022 intitulé Cordélia : La nouvelle love coach du Mistral. 

### Autres
- SYM, fabricant de scooters, a lancé au printemps 2008 une série limitée MIO à l'effigie de Plus belle la vie, aux lignes et aux coloris (rose et blanc) orientés vers un public féminin[172],[173].
- Le 16 février 2012, une application Plus belle la vie est lancée, accessible sur les smartphones avec  iPhone, Android et un site web mobile adapté au Blackberry. Ces solutions mobiles ont toutes été développées par la société Myapphone.

## Suite du feuilleton sur TF1
En juin 2023, le quotidien La Provence rapporte que des discussions ont eu lieu afin de relancer la série dans une version plus courte avec des épisodes de 15 minutes. Fin juin 2023, Ara Aprikian, directeur général adjoint des contenus de TF1, annonce étudier le projet de relancer la série mais ne confirme pas un retour à ce stade.
Le 17 juillet 2023, le Groupe TF1 et Newen Studios annoncent qu'ils vont développer une nouvelle saison de la série. Le retour du feuilleton se fera sur l'antenne de TF1 et sur sa plateforme de streaming MyTF1, début 2024. La diffusion quotidienne sur TF1 sera enrichie d'un dispositif événementiel sur le digital et les réseaux sociaux.
L’écriture de la série commence durant l'été 2023 et le tournage débute le 23 octobre à Marseille dans les studios de la Belle de Mai ainsi qu'en région marseillaise.
Une équipe de scénaristes est mobilisée en intégrant tous les sujets qui en ont fait le succès : l’ancrage dans la société à travers la vie d'un quartier marseillais et des histoires romanesques, en faisant écho à l’actualité.
La distribution voit revenir certains acteurs de la série, notamment Sylvie Flepp (Mirta Torres), Anne Décis (Luna Torres), Léa François (Barbara Évenot), Stéphane Henon (Jean-Paul Boher), Cécilia Hornus (Blanche Marci), Laurent Kérusoré (Thomas Marci), Jérôme Bertin (Patrick Nebout), Lola Marois (Ariane Hersant) et Tim Rousseau (Kilian Corcel). Télé 2 Semaines a également annoncé le retour d'Élodie Varlet (Estelle Cantorel) en invitée.
L'heure de diffusion sera différente de celle de France 3 : diffusé auparavant aux alentours de 20 h 25, Plus belle la vie sera désormais diffusé à 13 h 40, juste après le Journal de 13 heures de TF1 du lundi au vendredi.
Le 27 octobre 2023, Le Parisien révèle que la série changera de nom pour son retour et deviendra Plus belle la vie, encore plus belle.